# Duitsland op de Olympische Zomerspelen 2020
Duitsland is een van de deelnemende landen aan de Olympische Zomerspelen 2020 in Tokio, Japan.

## Medailleoverzicht
| Medaille | Naam | Sport          | Onderdeel                | Datum      |
| -------- | --- | -------------- | ------------------------ | ---------- |
| Goud     | Ricarda Funk | Kanovaren      | K-1 slalom (v)           | 27 juli    |
| Goud     | Dorothee Schneider Isabell Werth Jessica von Bredow-Werndl                                                                                    | Paardensport   | dressuur team            | 27 juli    |
| Goud     | Jessica von Bredow-Werndl | Paardensport   | dressuur individueel     | 28 juli    |
| Goud     | Alexander Zverev | Tennis         | enkelspel (m)            | 1 augustus |
| Goud     | Aline Rotter-Focken | Worstelen      | -76kg vrije stijl (v)    | 2 augustus |
| Goud     | Julia Krajewski | Paardensport   | eventing individueel     | 2 augustus |
| Goud     | Malaika Mihambo | Atletiek       | verspringen (v)          | 3 augustus |
| Goud     | Franziska Brauße Lisa Brennauer Lisa Klein Mieke Kröger                                                                                       | Baanwielrennen | ploegenachtervolging (v) | 3 augustus |
| Goud     | Florian Wellbrock | Zwemmen        | 10km open water (m)      | 5 augustus |
| Goud     | Max Lemke Tom Liebscher Ronald Rauhe Max Rendschmidt                                                                                          | Kanovaren      | K-4 500m (m)             | 7 augustus |
|          | |                |                          |            |
| Zilver   | Eduard Trippel | Judo           | -90kg (m)                | 28 juli    |
| Zilver   | Isabell Werth | Paardensport   | dressuur individueel     | 28 juli    |
| Zilver   | Laurits Follert Malte Jakschik Torben Johannesen Hannes Ocik Olaf Roggensack Martin Sauer Richard Schmidt Jakob Schneider Johannes Weißenfeld | Roeien         | acht (m)                 | 29 juli    |
| Zilver   | Jason Osborne Jonathan Rommelmann | Roeien         | lichte dubbel-twee (m)   | 30 juli    |
| Zilver   | Lea Sophie Friedrich Emma Hinze | Baanwielrennen | teamsprint (v)           | 2 augustus |
| Zilver   | Kristin Pudenz | Atletiek       | discuswerpen (v)         | 2 augustus |
| Zilver   | Susann Beucke Tina Lutz | Zeilen         | 49'er FX (v)             | 3 augustus |
| Zilver   | Lukas Dauser | Turnen         | brug (m)                 | 3 augustus |
| Zilver   | Max Hoff Jacob Schopf | Kanovaren      | K-2 1000 m (m)           | 5 augustus |
| Zilver   | Jonathan Hilbert | Atletiek       | 50km snelwandelen (m)    | 6 augustus |
| Zilver   | Timo Boll Patrick Franziska Dimitrij Ovtcharov                                                                                                | Tafeltennis    | team (m)                 | 6 augustus |
|          | |                |                          |            |
| Brons    | Lena Hentschel Tina Punzel | Schoonspringen | 3m plank synchroon (v)   | 25 juli    |
| Brons    | Michelle Kroppen Charline Schwarz Lisa Unruh                                                                                                  | Boogschieten   | team (v)                 | 25 juli    |
| Brons    | Sideris Tasiadis | Kanovaren      | C-1 slalom (m)           | 26 juli    |
| Brons    | Sarah Köhler | Zwemmen        | 1500m vrije slag (v)     | 28 juli    |
| Brons    | Patrick Hausding Lars Rüdiger | Schoonspringen | 3m plank synchroon (m)   | 28 juli    |
| Brons    | Andrea Herzog | Kanovaren      | C-1 slalom (v)           | 29 juli    |
| Brons    | Anna-Maria Wagner | Judo           | -78kg (v)                | 29 juli    |
| Brons    | Hannes Aigner | Kanovaren      | K-1 slalom (m)           | 30 juli    |
| Brons    | Dimitrij Ovtcharov | Tafeltennis    | enkelspel (m)            | 30 juli    |
| Brons    | Judoteam Duitsland | Judo           | team (x)                 | 31 juli    |
| Brons    | Florian Wellbrock | Zwemmen        | 1500m vrije slag (m)     | 1 augustus |
| Brons    | Sebastian Brendel Tim Hecker | Kanovaren      | C-2 1000m (m)            | 3 augustus |
| Brons    | Erik Heil Thomas Plößel | Zeilen         | 49'er (m)                | 3 augustus |
| Brons    | Paul Kohlhoff Alica Stuhlemmer | Zeilen         | nacra 17                 | 3 augustus |
| Brons    | Frank Stäbler | Worstelen      | -67kg grieks-romeins (m) | 4 augustus |
| Brons    | Denis Kudla | Worstelen      | -87kg grieks-romeins (m) | 4 augustus |

## Atleten
Hieronder volgt een overzicht van de atleten die zich reeds hebben verzekerd van een deelname aan de Olympische Zomerspelen 2020.
| sport            | Mannen | Vrouwen | totaal |
| ---------------- | ------ | ------- | ------ |
| Atletiek         | 47     | 43      | 90     |
| Boogschieten     | 1      | 3       | 4      |
| Badminton        | 2      | 3       | 5      |
| Basketbal        | 12     | 0       | 12     |
| Boksen           | 2      | 1       | 3      |
| Gewichtheffen    | 2      | 2       | 4      |
| Golf             | 2      | 2       | 4      |
| Gymnastiek       | 4      | 4       | 8      |
| Handbal          | 15     | 0       | 15     |
| Hockey           | 19     | 19      | 38     |
| Judo             | 7      | 6       | 13     |
| Kanovaren        | 11     | 10      | 21     |
| Karate           | 3      | 1       | 4      |
| Klimsport        | 2      | 0       | 2      |
| Moderne vijfkamp | 2      | 2       | 4      |
| Paardensport     | 6      | 6       | 12     |
| Roeien           | 20     | 7       | 27     |
| Schermen         | 8      | 1       | 9      |
| Schietsport      | 3      | 5       | 8      |
| Schoonspringen   | 5      | 4       | 9      |
| Skateboarden     | 1      | 1       | 2      |
| Surfen           | 1      | 0       | 1      |
| Taekwondo        | 1      | 0       | 1      |
| Tafeltennis      | 4      | 4       | 8      |
| Tennis           | 6      | 3       | 9      |
| Triatlon         | 2      | 2       | 4      |
| Voetbal          | 19     | 0       | 19     |
| Volleybal        | 2      | 4       | 6      |
| Wielersport      | 14     | 14      | 28     |
| Worstelen        | 5      | 2       | 7      |
| Zeilen           | 4      | 6       | 10     |
| Zwemmen          | 18     | 13      | 31     |
| totaal           | 254    | 171     | 425    |

## Sporten

### Atletiek
Mannen
Loopnummers
| atleet                                                        | onderdeel           | series   | series | kwartfinale | kwartfinale | halve finale   | halve finale   | finale         | finale         |
| atleet                                                        | onderdeel           | tijd     | rang   | tijd        | rang        | tijd           | rang           | tijd           | rang           |
| ------------------------------------------------------------- | ------------------- | -------- | ------ | ----------- | ----------- | -------------- | -------------- | -------------- | -------------- |
| Steven Müller                                                 | 200 m               | 21,08    | 6      | n.v.t.      | n.v.t.      | niet geplaatst | niet geplaatst | niet geplaatst | niet geplaatst |
| Marvin Schlegel                                               | 400 m               | 46,39    | 6      | n.v.t.      | n.v.t.      | niet geplaatst | niet geplaatst | niet geplaatst | niet geplaatst |
| Amos Bartelsmeyer                                             | 1500 m              | 3.38,36  | 11     | n.v.t.      | n.v.t.      | niet geplaatst | niet geplaatst | niet geplaatst | niet geplaatst |
| Robert Farken                                                 | 1500 m              | 3.36,61  | 5 Q    | n.v.t.      | n.v.t.      | 3.35,21        | 8              | niet geplaatst | niet geplaatst |
| Mohamed Mohumed                                               | 5000 m              | 13.50,46 | 16     | n.v.t.      | n.v.t.      | n.v.t.         | n.v.t.         | niet geplaatst | niet geplaatst |
| Gregor Traber                                                 | 110m horden         | 13,65    | 5      | n.v.t.      | n.v.t.      | niet geplaatst | niet geplaatst | niet geplaatst | niet geplaatst |
| Joshua Abuaku                                                 | 400m horden         | 49,50    | 5 q    | n.v.t.      | n.v.t.      | 49,93          | 8              | niet geplaatst | niet geplaatst |
| Luke Campbell                                                 | 400m horden         | 49,19    | 4 Q    | n.v.t.      | n.v.t.      | 48,62          | 5              | niet geplaatst | niet geplaatst |
| Constantin Preis                                              | 400m horden         | 49,73    | 4 Q    | n.v.t.      | n.v.t.      | 49,10          | 4              | niet geplaatst | niet geplaatst |
| Karl Bebendorf                                                | 3000 m steeplechase | 8.33,27  | 11     | n.v.t.      | n.v.t.      | n.v.t.         | n.v.t.         | niet geplaatst | niet geplaatst |
| Nils Brembach                                                 | 20 km snelwandelen  | n.v.t.   | n.v.t. | n.v.t.      | n.v.t.      | n.v.t.         | n.v.t.         | 1:26.45        | 28             |
| Leo Köpp                                                      | 20 km snelwandelen  | n.v.t.   | n.v.t. | n.v.t.      | n.v.t.      | n.v.t.         | n.v.t.         | 1:24.46        | 22             |
| Christopher Linke                                             | 20 km snelwandelen  | n.v.t.   | n.v.t. | n.v.t.      | n.v.t.      | n.v.t.         | n.v.t.         | 1:21.50        | 5              |
| Carl Dohmann                                                  | 50 km snelwandelen  | n.v.t.   | n.v.t. | n.v.t.      | n.v.t.      | n.v.t.         | n.v.t.         | 4:07.18        | 33             |
| Jonathan Hilbert                                              | 50 km snelwandelen  | n.v.t.   | n.v.t. | n.v.t.      | n.v.t.      | n.v.t.         | n.v.t.         | 3:50.44        | Zilver         |
| Nathaniel Seiler                                              | 50 km snelwandelen  | n.v.t.   | n.v.t. | n.v.t.      | n.v.t.      | n.v.t.         | n.v.t.         | 4:15.37        | 42             |
| Amanal Petros                                                 | marathon            | n.v.t.   | n.v.t. | n.v.t.      | n.v.t.      | n.v.t.         | n.v.t.         | 2:16.33        | 29             |
| Hendrik Pfeiffer                                              | marathon            | n.v.t.   | n.v.t. | n.v.t.      | n.v.t.      | n.v.t.         | n.v.t.         | 2:20.43        | 49             |
| Richard Ringer                                                | marathon            | n.v.t.   | n.v.t. | n.v.t.      | n.v.t.      | n.v.t.         | n.v.t.         | 2:16.08        | 25             |
| Deniz Almas Lucas Ansah-Peprah Joshua Hartmann Julian Reus    | 4x100m              | 38,06    | 4 q    | n.v.t.      | n.v.t.      | n.v.t.         | n.v.t.         | 38,12          | 5              |
| Jean Paul Bredau Luke Campbell Manuel Sanders Marvin Schlegel | 4x400m              | 3.03,62  | 8      | n.v.t.      | n.v.t.      | n.v.t.         | n.v.t.         | niet geplaatst | niet geplaatst |

Technische nummers
| atleet               | onderdeel            | kwalificaties | kwalificaties | finale         | finale         |
| atleet               | onderdeel            | afstand       | rang          | afstand        | rang           |
| -------------------- | -------------------- | ------------- | ------------- | -------------- | -------------- |
| David Wrobel         | discuswerpen         | 60,38         | 22            | niet geplaatst | niet geplaatst |
| Daniel Jasinski      | discuswerpen         | 63,29         | 9 q           | 62,44          | 10             |
| Clemens Prüfer       | discuswerpen         | 63,18         | 11 q          | 61,75          | 11             |
| Tristan Schwandke    | kogelslingeren       | 73,77         | 21            | niet geplaatst | niet geplaatst |
| Max Heß              | hink-stap-springen   | 16,69         | 17            | niet geplaatst | niet geplaatst |
| Mateusz Przybylko    | hoogspringen         | 2,21          | 23            | niet geplaatst | niet geplaatst |
| Torben Blech         | polsstokhoogspringen | 5,30          | 25            | niet geplaatst | niet geplaatst |
| Bo Kanda Lita Baehre | polsstokhoogspringen | 5,75          | 1 q           | 5,70           | 11             |
| Oleg Zernikel        | polsstokhoogspringen | 5,65          | 12 q          | 5,70           | 9              |
| Bernhard Seifert     | speerwerpen          | 68,30         | 31            | niet geplaatst | niet geplaatst |
| Johannes Vetter      | speerwerpen          | 85,64         | 2 Q           | 82,52          | 9              |
| Julian Weber         | speerwerpen          | 84,41         | 6 Q           | 85,30          | 4              |
| Fabian Heinle        | verspringen          | 7,96          | 10 q          | 7,62           | 12             |

Meerkamp
| atleet       | onderdeel | onderdeel | 100 m | vs   | ks    | hs   | 400 m | 110 h | dw    | ph   | sw    | 1500 m  | totaal | rang |
| ------------ | --------- | --------- | ----- | ---- | ----- | ---- | ----- | ----- | ----- | ---- | ----- | ------- | ------ | ---- |
| Niklas Kaul  | tienkamp  | res.      | 11,22 | 7,36 | 14,55 | 2,11 | DNF   | DNS   | DNS   | DNS  | DNS   | DNS     | DNS    | DNS  |
| Niklas Kaul  | tienkamp  | pnt.      | 812   | 900  | 762   | 906  | 0     | DNS   | DNS   | DNS  | DNS   | DNS     | DNS    | DNS  |
| Kai Kazmirek | tienkamp  | res.      | 11,09 | 7,48 | 14,46 | 2,02 | 48,17 | 14,73 | 42,70 | 4,80 | 63,76 | 4.48,30 | 8126   | 14   |
| Kai Kazmirek | tienkamp  | pnt.      | 841   | 930  | 757   | 822  | 901   | 882   | 720   | 849  | 795   | 629     | 8126   | 14   |

Vrouwen
Loopnummers
| atlete | onderdeel           | series  | series | kwartfinale | kwartfinale | halve finale   | halve finale   | finale         | finale         |
| atlete | onderdeel           | tijd    | rang   | tijd        | rang        | tijd           | rang           | tijd           | rang           |
| --- | ------------------- | ------- | ------ | ----------- | ----------- | -------------- | -------------- | -------------- | -------------- |
| Alexandra Burghardt | 100 m               | bye     | bye    | 11,08       | 1 Q         | 11,07          | 4              | niet geplaatst | niet geplaatst |
| Lisa Mayer | 100 m               | bye     | bye    | DNS         | DNS         | niet geplaatst | niet geplaatst | niet geplaatst | niet geplaatst |
| Tatjana Pinto | 100 m               | bye     | bye    | 11,16       | 3 Q         | 11,35          | 7              | niet geplaatst | niet geplaatst |
| Lisa-Marie Kwayie | 200 m               | 23,14   | 4 q    | n.v.t.      | n.v.t.      | 23,42          | 8              | niet geplaatst | niet geplaatst |
| Jessica-Bianca Wessolly | 200 m               | 23,41   | 5      | n.v.t.      | n.v.t.      | niet geplaatst | niet geplaatst | niet geplaatst | niet geplaatst |
| Corinna Schwab | 400 m               | 52,29   | 4      | n.v.t.      | n.v.t.      | niet geplaatst | niet geplaatst | niet geplaatst | niet geplaatst |
| Christina Hering | 800 m               | 2.02,23 | 5      | n.v.t.      | n.v.t.      | niet geplaatst | niet geplaatst | niet geplaatst | niet geplaatst |
| Katharina Trost | 800 m               | 2.00,99 | 5 q    | n.v.t.      | n.v.t.      | 2.02,14        | 8              | niet geplaatst | niet geplaatst |
| Caterina Granz | 1500 m              | 4.06,22 | 9 q    | n.v.t.      | n.v.t.      | 4.10,93        | 12             | niet geplaatst | niet geplaatst |
| Hanna Klein | 1500 m              | 4.14,83 | 15     | n.v.t.      | n.v.t.      | niet geplaatst | niet geplaatst | niet geplaatst | niet geplaatst |
| Konstanze Klosterhalfen | 10000 m             | n.v.t.  | n.v.t. | n.v.t.      | n.v.t.      | n.v.t.         | n.v.t.         | 31.01,97       | 8              |
| Ricarda Lobe | 100 m horden        | 13,43   | 8      | n.v.t.      | n.v.t.      | niet geplaatst | niet geplaatst | niet geplaatst | niet geplaatst |
| Carolina Krafzik | 400 m horden        | 54,72   | 2 Q    | n.v.t.      | n.v.t.      | 54,96          | 4              | niet geplaatst | niet geplaatst |
| Gesa Felicitas Krause | 3000 m steeplechase | 9.19,62 | 2 Q    | n.v.t.      | n.v.t.      | n.v.t.         | n.v.t.         | 9.14,00        | 5              |
| Elena Burkard | 3000 m steeplechase | 9.30,64 | 6      | n.v.t.      | n.v.t.      | n.v.t.         | n.v.t.         | niet geplaatst | niet geplaatst |
| Lea Meyer | 3000 m steeplechase | 9.33,00 | 7      | n.v.t.      | n.v.t.      | n.v.t.         | n.v.t.         | niet geplaatst | niet geplaatst |
| Saskia Feige | 20 km snelwandelen  | n.v.t.  | n.v.t. | n.v.t.      | n.v.t.      | n.v.t.         | n.v.t.         | DNF            | DNF            |
| Katharina Steinruck | marathon            | n.v.t.  | n.v.t. | n.v.t.      | n.v.t.      | n.v.t.         | n.v.t.         | 2:35.00        | 31             |
| Melat Kejeta | marathon            | n.v.t.  | n.v.t. | n.v.t.      | n.v.t.      | n.v.t.         | n.v.t.         | 2:29.16        | 6              |
| Deborah Schöneborn | marathon            | n.v.t.  | n.v.t. | n.v.t.      | n.v.t.      | n.v.t.         | n.v.t.         | 2:33.08        | 18             |
| Alexandra Burghardt(S-F) Rebekka Haase(S-F) Gina Lückenkemper(S-F) Lisa Mayer Jennifer Montag Lisa Nippgen Tatjana Pinto(S-F) | 4x100 m             | 42,00   | 1 Q    | n.v.t.      | n.v.t.      | n.v.t.         | n.v.t.         | 42,12          | 5              |
| Nadine Gonska Carolina Krafzik(S) Laura Müller(S) Corinna Schwab(S) Ruth Sophia Spelmeyer-Preuß(S)                            | 4x400 m             | 3.24,77 | 10     | n.v.t.      | n.v.t.      | n.v.t.         | n.v.t.         | niet geplaatst | niet geplaatst |

Technische nummers
| atlete                     | onderdeel          | kwalificaties | kwalificaties | finale         | finale         |
| atlete                     | onderdeel          | afstand       | rang          | afstand        | rang           |
| -------------------------- | ------------------ | ------------- | ------------- | -------------- | -------------- |
| Marike Steinacker          | discuswerpen       | 63,22         | 6 q           | 62,02          | 8              |
| Claudine Vita              | discuswerpen       | 62,46         | 10 q          | 61,80          | 9              |
| Kristin Pudenz             | discuswerpen       | 63,73         | 4 q           | 66,86          | Zilver         |
| Kristin Gierisch           | hink-stap-springen | 13,02         | 30            | niet geplaatst | niet geplaatst |
| Neele Eckhardt             | hink-stap-springen | 14,20         | 14            | niet geplaatst | niet geplaatst |
| Samantha Borutta           | kogelslingeren     | 67,38         | 24            | niet geplaatst | niet geplaatst |
| Marie-Laurence Jungfleisch | hoogspringen       | 1,95          | =4 Q          | 1,93           | 10             |
| Imke Onnen                 | hoogspringen       | 1,86          | 25            | niet geplaatst | niet geplaatst |
| Christina Schwanitz        | kogelstoten        | 18,08         | 14            | niet geplaatst | niet geplaatst |
| Sara Gambetta              | kogelstoten        | 18,57         | 12 q          | 18,88          | 8              |
| Katharina Maisch           | kogelstoten        | 17,89         | 15            | niet geplaatst | niet geplaatst |
| Christin Hussong           | speerwerpen        | 61,68         | 11 q          | 59,94          | 9              |
| Malaika Mihambo            | verspringen        | 6,98          | 2 Q           | 7,00           | Goud           |
| Maryse Luzolo              | verspringen        | 6,54          | 15            | niet geplaatst | niet geplaatst |

Meerkamp
| atlete          | onderdeel | onderdeel | 100 h | hs   | ks    | 200 m | vs   | sw    | 800 m   | totaal | rang |
| --------------- | --------- | --------- | ----- | ---- | ----- | ----- | ---- | ----- | ------- | ------ | ---- |
| Carolin Schäfer | zevenkamp | res.      | 13,29 | 1,80 | 13,99 | 24,33 | 5,78 | 54,10 | 2.14,82 | 6419   | 7    |
| Carolin Schäfer | zevenkamp | pnt.      | 1081  | 978  | 793   | 949   | 783  | 940   | 895     | 6419   | 7    |
| Vanessa Grimm   | zevenkamp | res.      | 13,88 | 1,77 | 14,52 | 25,03 | 5,94 | 44,75 | 2.16,27 | 6114   | 19   |
| Vanessa Grimm   | zevenkamp | pnt.      | 995   | 941  | 829   | 884   | 831  | 759   | 875     | 6114   | 19   |

Gemengd
| atleet                                                                                                | onderdeel | series     | series | kwartfinale | kwartfinale | halve finale | halve finale | finale | finale |
| atleet                                                                                                | onderdeel | tijd       | rang   | tijd        | rang        | tijd         | rang         | tijd   | rang   |
| --- | --------- | ---------- | ------ | ----------- | ----------- | ------------ | ------------ | ------ | ------ |
| Nadine Gonska(F) Manuel Sanders(S-F) Marvin Schlegel(S-F) Corinna Schwab(S-F) Ruth Spelmeyer-Preuß(S) | 4×400 m   | 3.12,94 NR | 5 q    | n.v.t.      | n.v.t.      | n.v.t.       | n.v.t.       | DSQ    | DSQ    |

- Liep niet mee in de finale

### Badminton
Mannen
| atleet                     | onderdeel  | groepsfase                          | groepsfase                    | groepsfase                       | groepsfase | eliminatie           | kwartfinale          | halve finale         | finale / BM          | finale / BM |
| atleet                     | onderdeel  | tegenstander uitslag                | tegenstander uitslag          | tegenstander uitslag             | rang       | tegenstander uitslag | tegenstander uitslag | tegenstander uitslag | tegenstander uitslag | rang        |
| -------------------------- | ---------- | ----------------------------------- | ----------------------------- | -------------------------------- | ---------- | -------------------- | -------------------- | -------------------- | -------------------- | ----------- |
| Kai Schäfer                | enkelspel  | K Wangcharoen V (13-21, 15-21)      | T Penty V (18-21, 11-21)      | n.v.t.                           | 3          | niet geplaatst       | niet geplaatst       | niet geplaatst       | niet geplaatst       | 15          |
| Mark Lamsfuß Marvin Seidel | dubbelspel | T Kamura / K Sonoda V (13-21, 8-21) | Li J / Liu Y V (14-21, 13-21) | P Chew / R Chew W (21-10, 21-16) | 3          | n.v.t.               | niet geplaatst       | niet geplaatst       | niet geplaatst       | 9           |

Vrouwen
| atlete    | onderdeel | groepsfase                | groepsfase                    | groepsfase           | groepsfase | eliminatie           | kwartfinale          | halve finale         | finale / BM          | finale / BM |
| atlete    | onderdeel | tegenstander uitslag      | tegenstander uitslag          | tegenstander uitslag | rang       | tegenstander uitslag | tegenstander uitslag | tegenstander uitslag | tegenstander uitslag | rang        |
| --------- | --------- | ------------------------- | ----------------------------- | -------------------- | ---------- | -------------------- | -------------------- | -------------------- | -------------------- | ----------- |
| Yvonne Li | enkelspel | N Okuhara V (17-21, 4-21) | E Kosetskaya V (20-22, 15-21) | n.v.t.               | 3          | niet geplaatst       | niet geplaatst       | niet geplaatst       | niet geplaatst       | 15          |

Gemengd
| atlete                        | onderdeel  | groepsfase                        | groepsfase                          | groepsfase                                 | groepsfase | eliminatie           | kwartfinale          | halve finale         | finale / BM          | finale / BM |
| atlete                        | onderdeel  | tegenstander uitslag              | tegenstander uitslag                | tegenstander uitslag                       | rang       | tegenstander uitslag | tegenstander uitslag | tegenstander uitslag | tegenstander uitslag | rang        |
| ----------------------------- | ---------- | --------------------------------- | ----------------------------------- | ------------------------------------------ | ---------- | -------------------- | -------------------- | -------------------- | -------------------- | ----------- |
| Mark Lamsfuß Isabel Herttrich | dubbelspel | Wang Y / Huang D V (22-24, 17-21) | Chan P S / Goh L Y W (21-12, 21-15) | Tang C M / Tse Y S V (20-22, 22-20, 16-21) | 3          | n.v.t.               | niet geplaatst       | niet geplaatst       | niet geplaatst       | 9           |

### Basketbal

#### Team
Mannen
| Olympiër | Discipline | Resultaat   | Prestatie |
| --- | ---------- | ----------- | --------- |
| Isaac Bonga Joshiko Saibou Maodo Lô Niels Giffey Jan Niklas Wimberg Johannes Voigtmann Robin Benzing Moritz Wagner Lukas Wank Danilo Barthel Johannes Thiemann Andreas Obst | team       | kwartfinale | zie onder |

| Groep |           |             |             |             |             |            |            |            |        |
| #     | Land      | Wedstrijden | Wedstrijden | Wedstrijden | Wedstrijden | Doelpunten | Doelpunten | Doelpunten | Punten |
| #     | Land      | GW          | W           | G           | V           | V          | T          | Saldo      | Punten |
| 1     | Australië | 3           | 3           | 0           | 0           | 259        | 226        | +33        | 6      |
| 2     | Italië    | 3           | 2           | 0           | 1           | 255        | 239        | +16        | 5      |
| 3     | Duitsland | 3           | 1           | 0           | 2           | 257        | 273        | -16        | 4      |
| 4     | Nigeria   | 3           | 0           | 0           | 3           | 230        | 263        | -33        | 3      |

| Ronde        | Datum           | Lokale tijd    | MEZT           | Land           | Score          | Land           |  |
| ------------ | --------------- | -------------- | -------------- | -------------- | -------------- | -------------- |  |
| groepsfase   |                 |                |                |                |                |                |  |
| 25 juli 2021 | 13:40           | 06:40          | Duitsland      | 82 - 92        | Italië         |                |  |
| 28 juli 2021 | 10:00           | 01:00          | Nigeria        | 92 - 99        | Duitsland      |                |  |
| 31 juli 2021 | 17:20           | 10:20          | Australië      | 89 - 76        | Duitsland      |                |  |
|              |                 |                |                |                |                |                |  |
| kwartfinale  | 3 augustus 2021 | 10:00          | 03:00          | Slovenië       | 94 - 70        | Duitsland      |  |
|              |                 |                |                |                |                |                |  |
| halve finale | niet geplaatst  | niet geplaatst | niet geplaatst | niet geplaatst | niet geplaatst | niet geplaatst |  |
|              |                 |                |                |                |                |                |  |
| finale       | niet geplaatst  | niet geplaatst | niet geplaatst | niet geplaatst | niet geplaatst | niet geplaatst |  |

### Boksen
Mannen
| atleet            | onderdeel    | eerste ronde         | tweede ronde         | kwartfinale          | halve finale         | finale               | rang           |
| atleet            | onderdeel    | tegenstander uitslag | tegenstander uitslag | tegenstander uitslag | tegenstander uitslag | tegenstander uitslag | rang           |
| ----------------- | ------------ | -------------------- | -------------------- | -------------------- | -------------------- | -------------------- | -------------- |
| Hamsat Shadalov   | vedergewicht | Cuello V 2-3         | niet geplaatst       | niet geplaatst       | niet geplaatst       | niet geplaatst       | niet geplaatst |
| Ammar Abduljabbar | zwaargewicht | bye                  | Lúcar W 5-0          | Gadzhimagomedov      | niet geplaatst       | niet geplaatst       | niet geplaatst |

Vrouwen
| atlete       | onderdeel     | eerste ronde         | tweede ronde         | kwartfinale          | halve finale         | finale               | rang           |
| atlete       | onderdeel     | tegenstander uitslag | tegenstander uitslag | tegenstander uitslag | tegenstander uitslag | tegenstander uitslag | rang           |
| ------------ | ------------- | -------------------- | -------------------- | -------------------- | -------------------- | -------------------- | -------------- |
| Nadine Apetz | weltergewicht | bye                  | Borgohain V 2-3      | niet geplaatst       | niet geplaatst       | niet geplaatst       | niet geplaatst |

### Boogschieten
Mannen
| atleet        | onderdeel   | plaatsingsronde | plaatsingsronde | eerste ronde         | tweede ronde         | derde ronde          | kwartfinale          | halve finale         | finale / BM          | finale / BM |
| atleet        | onderdeel   | score           | rang            | tegenstander uitslag | tegenstander uitslag | tegenstander uitslag | tegenstander uitslag | tegenstander uitslag | tegenstander uitslag | rang        |
| ------------- | ----------- | --------------- | --------------- | -------------------- | -------------------- | -------------------- | -------------------- | -------------------- | -------------------- | ----------- |
| Florian Unruh | individueel | 654             | 33              | A D Pangestu W 6 – 2 | Kim J-d W 7 – 3      | C Duenas W 6 – 2     | M Nespoli V 4 – 6    | niet geplaatst       | niet geplaatst       | 5           |

Vrouwen
| atleet                                       | onderdeel   | plaatsingsronde | plaatsingsronde | eerste ronde           | tweede ronde         | derde ronde          | kwartfinale          | halve finale            | finale / BM          | finale / BM |
| atleet                                       | onderdeel   | score           | rang            | tegenstander uitslag   | tegenstander uitslag | tegenstander uitslag | tegenstander uitslag | tegenstander uitslag    | tegenstander uitslag | rang        |
| -------------------------------------------- | ----------- | --------------- | --------------- | ---------------------- | -------------------- | -------------------- | -------------------- | ----------------------- | -------------------- | ----------- |
| Michelle Kroppen                             | individueel | 655             | 11              | L Sichenikova W 6 – 0  | E Osipova V 4 – 6    | niet geplaatst       | niet geplaatst       | niet geplaatst          | niet geplaatst       | 17          |
| Charline Schwarz                             | individueel | 607             | 60              | M Brown V 2 – 6        | niet geplaatst       | niet geplaatst       | niet geplaatst       | niet geplaatst          | niet geplaatst       | 33          |
| Lisa Unruh                                   | individueel | 647             | 26              | H Marusava V 4 – 6     | niet geplaatst       | niet geplaatst       | niet geplaatst       | niet geplaatst          | niet geplaatst       | 33          |
| Michelle Kroppen Charline Schwarz Lisa Unruh | team        | 1909            | 10              | Chinees Taipei W 6 – 2 | n.v.t.               | n.v.t.               | Mexico W 6 – 2       | Russische ploeg V 1 – 5 | Wit-Rusland W 5 – 1  | Brons       |

Gemengd
| atlete                         | onderdeel | plaatsingsronde | plaatsingsronde | eerste ronde         | kwartfinale          | halve finale         | finale / BM          | finale / BM |
| atlete                         | onderdeel | score           | rang            | tegenstander uitslag | tegenstander uitslag | tegenstander uitslag | tegenstander uitslag | rang        |
| ------------------------------ | --------- | --------------- | --------------- | -------------------- | -------------------- | -------------------- | -------------------- | ----------- |
| Michelle Kroppen Florian Unruh | team      | 1309            | 13              | Mexico V 2 – 6       | niet geplaatst       | niet geplaatst       | niet geplaatst       | 9           |

### Gewichtheffen
Mannen
| atlete           | onderdeel | trekken | trekken | stoten | stoten | totaal | rang |
| atlete           | onderdeel | score   | rang    | score  | rang   | totaal | rang |
| ---------------- | --------- | ------- | ------- | ------ | ------ | ------ | ---- |
| Simon Brandhuber | -61 kg    | 123     | 10      | 145    | 11     | 268    | 9    |
| Nico Müller      | -81 kg    | 159     | 9       | 195    | 6      | 345    | 7    |

Vrouwen
| atlete                | onderdeel | trekken | trekken | stoten | stoten | totaal | rang |
| atlete                | onderdeel | score   | rang    | score  | rang   | totaal | rang |
| --------------------- | --------- | ------- | ------- | ------ | ------ | ------ | ---- |
| Sabine Beate Kusterer | -59 kg    | 91      | 7       | 107    | 10     | 198    | 10   |
| Lisa Schweizer        | -64 kg    | 100     | 7       | 117    | 10     | 217    | 10   |

### Golf
Mannen
| atleet             | onderdeel | eerste ronde | tweede ronde | derde ronde | vierde ronde | totaal | totaal | totaal |
| atleet             | onderdeel | score        | score        | score       | score        | score  | par    | rang   |
| ------------------ | --------- | ------------ | ------------ | ----------- | ------------ | ------ | ------ | ------ |
| Maximilian Kieffer | mannen    | 73           | 69           | 67          | 71           | 280    | -4     | 45     |
| Hurly Long         | mannen    | 70           | 70           | 70          | 67           | 277    | -7     | 35     |

Vrouwen
| atlete          | onderdeel | eerste ronde | tweede ronde | derde ronde | vierde ronde | totaal | totaal | totaal |
| atlete          | onderdeel | score        | score        | score       | score        | score  | par    | rang   |
| --------------- | --------- | ------------ | ------------ | ----------- | ------------ | ------ | ------ | ------ |
| Caroline Masson | vrouwen   | 71           | 70           | 68          | 75           | 284    | E      | 40     |
| Sophia Popov    | vrouwen   | 71           | 72           | 70          | 71           | 284    | E      | 40     |

### Gymnastiek

#### Turnen
Mannen
| atleet         | onderdeel | kwalificatie | kwalificatie | kwalificatie | kwalificatie | kwalificatie | kwalificatie | kwalificatie | kwalificatie | finale  | finale  | finale  | finale  | finale  | finale  | finale  | finale  |
| atleet         | onderdeel | toestel      | toestel      | toestel      | toestel      | toestel      | toestel      | totaal       | positie      | toestel | toestel | toestel | toestel | toestel | toestel | totaal  | positie |
| atleet         | onderdeel | vloer        | voltige      | ringen       | sprong       | brug         | rekstok      | totaal       | positie      | vloer   | voltige | ringen  | sprong  | brug    | rekstok | totaal  | positie |
| -------------- | --------- | ------------ | ------------ | ------------ | ------------ | ------------ | ------------ | ------------ | ------------ | ------- | ------- | ------- | ------- | ------- | ------- | ------- | ------- |
| Lukas Dauser   | team      | 13.766       | 13.666       | 13.533       | 13.600       | 15.733 Q     | 13.433       | 83.731       | 20 Q         | 11.500  | 12.100  | -       | 13.700  | 15.466  | 13.600  | n.v.t.  | n.v.t.  |
| Nils Dunkel    | team      | 12.933       | 14.133       | 13.600       | 13.533       | 14.433       | 13.000       | 81.632       | 32           | -       | 13.700  | 13.600  | -       | 12.733  | 13.033  | n.v.t.  | n.v.t.  |
| Philipp Herder | team      | 13.733       | 13.233       | 13.333       | 14.533       | 14.500       | 13.100       | 82.432       | 27 Q         | 11.866  | -       | 13.200  | 14.333  | 14.566  | -       | n.v.t.  | n.v.t.  |
| Andreas Toba   | team      | 12.833       | 13.700       | 13.733       | 14.000       | 14.100       | 13.800       | 82.166       | 30           | 11.466  | 13.400  | 13.533  | 14.333  | -       | 12.366  | n.v.t.  | n.v.t.  |
| Totaal         | team      | 40.432       | 41.499       | 40.866       | 42.133       | 44.666       | 40.333       | 249.929      | 6 Q          | 34.832  | 39.200  | 40.333  | 42.366  | 42.765  | 38.999  | 238.495 | 8       |

| Olympiër       | Onderdeel            | Resultaat | Prestatie |
| -------------- | -------------------- | --------- | --------- |
| Lukas Dauser   | Brug                 | Zilver    | 15.700    |
| Lukas Dauser   | Meerkamp Individueel | 18        | 81.290    |
| Philipp Herder | Meerkamp Individueel | 23        | 78.565    |

Vrouwen
| atlete          | onderdeel | kwalificatie | kwalificatie | kwalificatie | kwalificatie | kwalificatie | kwalificatie | finale         | finale         | finale         | finale         | finale         | finale         |
| atlete          | onderdeel | toestel      | toestel      | toestel      | toestel      | totaal       | positie      | toestel        | toestel        | toestel        | toestel        | totaal         | positie        |
| atlete          | onderdeel | sprong       | brug         | balk         | vloer        | totaal       | positie      | sprong         | brug           | balk           | vloer          | totaal         | positie        |
| --------------- | --------- | ------------ | ------------ | ------------ | ------------ | ------------ | ------------ | -------------- | -------------- | -------------- | -------------- | -------------- | -------------- |
| Kim Bui         | team      | 13.466       | 14.066       | 12.666       | 13.200       | 53.398       | 31 Q         | niet geplaatst | niet geplaatst | niet geplaatst | niet geplaatst | niet geplaatst | niet geplaatst |
| Pauline Schäfer | team      | 13.933       | 11.933       | 12.966       | 12.733       | 51.565       | 50           | niet geplaatst | niet geplaatst | niet geplaatst | niet geplaatst | niet geplaatst | niet geplaatst |
| Elisabeth Seitz | team      | 14.266       | 14.700 Q     | 12.333       | 12.933       | 54.332       | 19 Q         | niet geplaatst | niet geplaatst | niet geplaatst | niet geplaatst | niet geplaatst | niet geplaatst |
| Sarah Voss      | team      | 13.500       | 13.866       | 12.266       | 12.600       | 52.232       | 45           | niet geplaatst | niet geplaatst | niet geplaatst | niet geplaatst | niet geplaatst | niet geplaatst |
| Totaal          | team      | 41.699       | 42.632       | 37.965       | 38.866       | 161.162      | 9            | niet geplaatst | niet geplaatst | niet geplaatst | niet geplaatst | niet geplaatst | niet geplaatst |

| Olympiër        | Onderdeel | Resultaat | Prestatie |
| --------------- | --------- | --------- | --------- |
| Elisabeth Seitz | brug      | 5         | 14.400    |
| Elisabeth Seitz | Meerkamp  | 9         | 54.066    |
| Kim Bui         | Meerkamp  | 17        | 52.998    |

### Handbal
Mannen
| Olympiër | Onderdeel | Resultaat   | Prestatie |
| --- | --------- | ----------- | --------- |
| Johannes Bitter Uwe Gensheimer Johannes Golla Finn Lemke Hendrik Pekeler Juri Knorr Steffen Weinhold Philipp Weber Kai Häfner Marcel Schiller Andreas Wolff Julius Kühn Jannik Kohlbacher Timo Kastening Paul Drux | mannen    | kwartfinale | zie onder |

| Groep |            |             |             |             |             |            |            |            |        |
| #     | Land       | Wedstrijden | Wedstrijden | Wedstrijden | Wedstrijden | Doelpunten | Doelpunten | Doelpunten | Punten |
| #     | Land       | G           | W           | G           | V           | V          | T          | Saldo      | Punten |
| 1     | Frankrijk  | 5           | 4           | 0           | 1           | 162        | 148        | +14        | 8      |
| 2     | Spanje     | 5           | 4           | 0           | 1           | 155        | 142        | +13        | 8      |
| 3     | Duitsland  | 5           | 3           | 0           | 2           | 146        | 131        | +15        | 6      |
| 4     | Noorwegen  | 5           | 3           | 0           | 2           | 136        | 132        | +4         | 6      |
| 5     | Brazilië   | 5           | 1           | 0           | 4           | 128        | 145        | -17        | 2      |
| 6     | Argentinië | 5           | 0           | 0           | 5           | 125        | 154        | -29        | 0      |

| Ronde           | Datum           | Lokale tijd | MEZT      | Land      | Score          | Land   |  |
| --------------- | --------------- | ----------- | --------- | --------- | -------------- | ------ |  |
| groepsfase      |                 |             |           |           |                |        |  |
| 24 juli 2021    | 16:15           | 09:15       | Duitsland | 27 - 28   | Spanje         |        |  |
| 26 juli 2021    | 11:00           | 04:00       | Duitsland | 33 - 25   | Argentinië     |        |  |
| 28 juli 2021    | 21:30           | 14:30       | Frankrijk | 30 - 29   | Duitsland      |        |  |
| 30 juli 2021    | 21:30           | 14:30       | Duitsland | 28 - 23   | Noorwegen      |        |  |
| 1 augustus 2021 | 19:30           | 12:30       | Duitsland | 29 - 25   | Brazilië       |        |  |
|                 |                 |             |           |           |                |        |  |
| kwartfinale     | 3 augustus 2021 | 20:45       | 13:45     | Duitsland | 26 - 31        | Egypte |  |
|                 |                 |             |           |           |                |        |  |
| halve finale    | 5 augustus      |             |           |           | niet geplaatst |        |  |
|                 |                 |             |           |           |                |        |  |
| finale          | 7 augustus      |             |           |           | niet geplaatst |        |  |

### Hockey
Mannen
| Olympiër | Onderdeel | Resultaat | Prestatie |
| --- | --------- | --------- | --------- |
| Alexander Stadler Mats Grambusch Lukas Windfeder Linus Müller Martin Häner Paul-Philipp Kaufmann Niklas Wellen Johannes Große Constantin Staib Timm Herzbruch Tobias Hauke Christopher Rühr Justus Weigand Martin Zwicker Florian Fuchs Benedikt Fürk Niklas Bosserhoff Timur Oruz | mannen    | 4         | zie onder |

| Groep |                  |             |             |             |             |            |            |            |        |
| #     | Land             | Wedstrijden | Wedstrijden | Wedstrijden | Wedstrijden | Doelpunten | Doelpunten | Doelpunten | Punten |
| #     | Land             | GW          | W           | G           | V           | V          | T          | Saldo      | Punten |
| 1     | België           | 5           | 4           | 1           | 0           | 26         | 9          | 17         | 13     |
| 2     | Duitsland        | 5           | 3           | 0           | 2           | 19         | 10         | 9          | 9      |
| 3     | Groot-Brittannië | 5           | 2           | 2           | 1           | 11         | 11         | 0          | 8      |
| 4     | Nederland        | 5           | 2           | 1           | 2           | 13         | 13         | 0          | 7      |
| 5     | Zuid-Afrika      | 5           | 1           | 1           | 3           | 16         | 24         | -8         | 4      |
| 6     | Canada           | 5           | 0           | 1           | 4           | 9          | 27         | -18        | 1      |

| Ronde               | Datum           | Lokale tijd | MEZT        | Land      | Score            | Land       |  |
| ------------------- | --------------- | ----------- | ----------- | --------- | ---------------- | ---------- |  |
| groepsfase          |                 |             |             |           |                  |            |  |
| 24 juli 2021        | 19:00           | 12:00       | Canada      | 1 - 7     | Duitsland        |            |  |
| 26 juli 2021        | 09:30           | 02:30       | Duitsland   | 1 - 3     | België           |            |  |
| 27 juli 2021        | 12:15           | 05:15       | Duitsland   | 5 - 1     | Groot-Brittannië |            |  |
| 29 juli 2021        | 11:45           | 04:45       | Zuid-Afrika | 4 - 3     | Duitsland        |            |  |
| 30 juli 2021        | 20:45           | 13:45       | Duitsland   | 3 - 1     | Nederland        |            |  |
|                     |                 |             |             |           |                  |            |  |
| kwartfinale         | 1 augustus 2021 | 09:30       | 02:30       | Duitsland | 3 - 1            | Argentinië |  |
|                     |                 |             |             |           |                  |            |  |
| halve finale        | 3 augustus 2021 | 19:00       | 12:00       | Australië | 3 - 1            | Duitsland  |  |
|                     |                 |             |             |           |                  |            |  |
| finale om het brons | 5 augustus 2021 | 10:30       | 03:30       | Duitsland | 4 - 5            | India      |  |

Vrouwen
| Olympiër | Onderdeel | Resultaat   | Prestatie |
| --- | --------- | ----------- | --------- |
| Kira Horn Amelie Wortmann Nike Lorenz Selin Oruz Anne Schröder Lena Micheel Charlotte Stapenhorst Sonja Zimmermann Pauline Heinz Lisa Altenburg Maike Schaunig Julia Ciupka Franzisca Hauke Cécile Pieper Pia Maertens Viktoria Huse Jette Fleschütz Hanna Granitzki | vrouwen   | kwartfinale | zie onder |

| Groep |                  |             |             |             |             |            |            |            |        |
| #     | Land             | Wedstrijden | Wedstrijden | Wedstrijden | Wedstrijden | Doelpunten | Doelpunten | Doelpunten | Punten |
| #     | Land             | GW          | W           | G           | V           | V          | T          | Saldo      | Punten |
| 1     | Nederland        | 5           | 5           | 0           | 0           | 18         | 2          | +16        | 15     |
| 2     | Duitsland        | 5           | 4           | 0           | 1           | 13         | 7          | +6         | 12     |
| 3     | Groot-Brittannië | 5           | 3           | 0           | 2           | 11         | 5          | +6         | 9      |
| 4     | India            | 5           | 2           | 0           | 3           | 7          | 14         | -7         | 6      |
| 5     | Ierland          | 5           | 1           | 0           | 4           | 4          | 11         | -7         | 3      |
| 6     | Zuid-Afrika      | 5           | 0           | 0           | 5           | 5          | 19         | -14        | 0      |

| Ronde        | Datum           | Lokale tijd    | MEZT             | Land           | Score          | Land           |  |
| ------------ | --------------- | -------------- | ---------------- | -------------- | -------------- | -------------- |  |
| groepsfase   |                 |                |                  |                |                |                |  |
| 25 juli 2021 | 09:30           | 02:30          | Groot-Brittannië | 1 - 2          | Duitsland      |                |  |
| 26 juli 2021 | 21:15           | 14:15          | Duitsland        | 2 - 0          | India          |                |  |
| 28 juli 2021 | 12:15           | 05:12          | Duitsland        | 4 - 2          | Ierland        |                |  |
| 30 juli 2021 | 09:30           | 02:30          | Zuid-Afrika      | 1 - 4          | Duitsland      |                |  |
| 31 juli 2021 | 18:30           | 11:30          | Duitsland        | 1 - 3          | Nederland      |                |  |
|              |                 |                |                  |                |                |                |  |
| kwartfinale  | 2 augustus 2021 | 09:30          | 02:30            | Duitsland      | 0 - 3          | Argentinië     |  |
|              |                 |                |                  |                |                |                |  |
| halve finale | niet geplaatst  | niet geplaatst | niet geplaatst   | niet geplaatst | niet geplaatst | niet geplaatst |  |
|              |                 |                |                  |                |                |                |  |
| finale       | niet geplaatst  | niet geplaatst | niet geplaatst   | niet geplaatst | niet geplaatst | niet geplaatst |  |

### Judo
Mannen
| atleet            | onderdeel | eerste ronde         | tweede ronde            | derde ronde          | kwartfinale          | halve finale         | herkansing           | finale / BM            | finale / BM    |
| atleet            | onderdeel | tegenstander uitslag | tegenstander uitslag    | tegenstander uitslag | tegenstander uitslag | tegenstander uitslag | tegenstander uitslag | tegenstander uitslag   | rang           |
| ----------------- | --------- | -------------------- | ----------------------- | -------------------- | -------------------- | -------------------- | -------------------- | ---------------------- | -------------- |
| Moritz Plafky     | −61 kg    | n.v.t.               | Verstraeten V 000 - 010 | niet geplaatst       | niet geplaatst       | niet geplaatst       | niet geplaatst       | niet geplaatst         | niet geplaatst |
| Sebastian Seidl   | −66 kg    | n.v.t.               | Shamilov V 000 - 100    | niet geplaatst       | niet geplaatst       | niet geplaatst       | niet geplaatst       | niet geplaatst         | niet geplaatst |
| Igor Wandtke      | −73 kg    | bye                  | Turaev V 000 - 100      | niet geplaatst       | niet geplaatst       | niet geplaatst       | niet geplaatst       | niet geplaatst         | niet geplaatst |
| Dominic Ressel    | −81 kg    | bye                  | Abu Rmilah W 100 - 000  | de Wit W 01 - 00     | Nagase V 00 - 01     | niet geplaatst       | Khubetshov W 10 - 00 | Borchashvili V 00 - 10 | 5              |
| Eduard Trippel    | −90 kg    | bye                  | Majdoc W 01 - 00        | Gwak W 10 - 00       | Tóth W 01 - 00       | Žgank W 01 - 00      | bye                  | Bekaoeri V 00 - 01     | Goud           |
| Karl-Richard Frey | −100 kg   | n.v.t.               | Sviryd W 10 - 00        | Korrel W 01 - 00     | Cho Gu-ham V 00 - 01 | niet geplaatst       | Ilyasov V 00 - 01    | niet geplaatst         | 7              |
| Johannes Frey     | +100 kg   | n.v.t.               | Mahjoub V 00 - 01       | niet geplaatst       | niet geplaatst       | niet geplaatst       | niet geplaatst       | niet geplaatst         | niet geplaatst |

Vrouwen
| atleet               | onderdeel | eerste ronde         | tweede ronde         | derde ronde            | kwartfinale          | halve finale         | herkansing           | finale / BM          | finale / BM    |
| atleet               | onderdeel | tegenstander uitslag | tegenstander uitslag | tegenstander uitslag   | tegenstander uitslag | tegenstander uitslag | tegenstander uitslag | tegenstander uitslag | rang           |
| -------------------- | --------- | -------------------- | -------------------- | ---------------------- | -------------------- | -------------------- | -------------------- | -------------------- | -------------- |
| Katharina Menz       | −48 kg    | n.v.t.               | Vargas V 00 - 01     | niet geplaatst         | niet geplaatst       | niet geplaatst       | niet geplaatst       | niet geplaatst       | niet geplaatst |
| Theresa Stoll        | −57 kg    | n.v.t.               | bye                  | Liparteliani V 00 - 10 | niet geplaatst       | niet geplaatst       | niet geplaatst       | niet geplaatst       | niet geplaatst |
| Martyna Trajdos      | −63 kg    | n.v.t.               | Özbas V 00 - 01      | niet geplaatst         | niet geplaatst       | niet geplaatst       | niet geplaatst       | niet geplaatst       | niet geplaatst |
| Giovanna Scoccimarro | −70 kg    | n.v.t.               | Rodríguez W 01 - 00  | Coughlan W 10 - 00     | Arai V 00 - 10       | niet geplaatst       | Teltsidou W 10 - 00  | van Dijke V 00 - 10  | 5              |
| Anna-Maria Wagner    | −78 kg    | n.v.t.               | bye                  | Sampaio W 10 - 00      | Aguiar W 01 - 00     | Hamada V 00 - 10     | bye                  | Antomarchi W 01 - 00 | Brons          |
| Jasmin Grabowski     | +78 kg    | n.v.t.               | Xu V 00 - 10         | niet geplaatst         | niet geplaatst       | niet geplaatst       | niet geplaatst       | niet geplaatst       | niet geplaatst |

Gemengd
| atleet | onderdeel    | eerste ronde                     | kwartfinale          | halve finale         | herkansing           | finale / BM          | finale / BM |
| atleet | onderdeel    | tegenstander uitslag             | tegenstander uitslag | tegenstander uitslag | tegenstander uitslag | tegenstander uitslag | rang        |
| --- | ------------ | -------------------------------- | -------------------- | -------------------- | -------------------- | -------------------- | ----------- |
| Johannes Frey Karl-Richard Frey Dominic Ressel Sebastian Seidl Eduard Trippel Igor Wandtke Jasmin Grabowski Giovanna Scoccimarro Theresa Stoll Martyna Trajdos Anna-Maria Wagner | gemengd team | IOC Refugee Olympic Team W 4 - 0 | Japan V 2 - 4        | niet geplaatst       | Mongolië W 4 - 2     | Nederland W 4 - 2    | Brons       |

### Kanovaren
Mannen
Slalom
| atleet           | onderdeel  | series | series | series | series | series    | series | halve finale | halve finale | finale | finale |
| atleet           | onderdeel  | run 1  | rang   | run 2  | rang   | beste run | rang   | tijd         | rang         | tijd   | rang   |
| ---------------- | ---------- | ------ | ------ | ------ | ------ | --------- | ------ | ------------ | ------------ | ------ | ------ |
| Sideris Tasiadis | C-1 slalom | 100,69 | 6      | 101,23 | 3      | 100,69    | 6 Q    | 105,35       | 6 Q          | 103,70 | Brons  |
| Hannes Aigner    | K-1 slalom | 96,51  | 11     | 90,14  | 1      | 90,14     | 1 Q    | 97,97        | 7 Q          | 97,11  | Brons  |

Sprint
| atleet                                               | onderdeel  | series   | series | kwartfinale | kwartfinale | halve finale | halve finale | finale   | finale |
| atleet                                               | onderdeel  | tijd     | rang   | tijd        | rang        | tijd         | rang         | tijd     | rang   |
| ---------------------------------------------------- | ---------- | -------- | ------ | ----------- | ----------- | ------------ | ------------ | -------- | ------ |
| Sebastian Brendel                                    | C-1 1000 m | 4.02,351 | 3 KF   | 4.07,036    | 1 HF        | 4.11,413     | 7 FB         | 4.03,723 | 10     |
| Conrad Scheibner                                     | C-1 1000 m | 4.04,920 | 2 HF   | bye         | bye         | 4.08,503     | 3 FA         | 4.13,726 | 6      |
| Sebastian Brendel Tim Hecker                         | C-2 1000 m | 3.42,773 | 1 HF   | bye         | bye         | 3.26,812     | 1 FA         | 3.25,615 | Brons  |
| Jacob Schopf                                         | K-1 1000 m | 3.39,504 | 1 HF   | bye         | bye         | 3.25,568     | 3 FA         | 3.22,554 | 4      |
| Max Hoff Jacob Schopf                                | K-2 1000 m | 3.09,830 | 2 HF   | bye         | bye         | 3.17,554     | 1 FA         | 3.15,584 | Zilver |
| Max Lemke Tom Liebscher Ronald Rauhe Max Rendschmidt | K-4 500 m  | 1.21,890 | 1 HF   | bye         | bye         | 1.23,049     | 1 FA         | 1.22,219 | Goud   |

Vrouwen
Slalom
| atlete        | onderdeel  | series | series | series | series | series    | series | halve finale | halve finale | finale | finale |
| atlete        | onderdeel  | run 1  | rang   | run 2  | rang   | beste run | rang   | tijd         | rang         | tijd   | rang   |
| ------------- | ---------- | ------ | ------ | ------ | ------ | --------- | ------ | ------------ | ------------ | ------ | ------ |
| Andrea Herzog | C-1 slalom | 113,69 | 5      | 106,34 | 2      | 106,34    | 2 Q    | 114,61       | 4 Q          | 111,13 | Brons  |
| Ricarda Funk  | K-1 slalom | 101,90 | 1      | 101,56 | 2      | 101,56    | 2 Q    | 107,96       | 3 Q          | 105,50 | Goud   |

Sprint
| atlete                                                     | onderdeel | series   | series | kwartfinale | kwartfinale | halve finale   | halve finale   | finale         | finale         |
| atlete                                                     | onderdeel | tijd     | rang   | tijd        | rang        | tijd           | rang           | tijd           | rang           |
| ---------------------------------------------------------- | --------- | -------- | ------ | ----------- | ----------- | -------------- | -------------- | -------------- | -------------- |
| Lisa Jahn                                                  | C-1 200 m | 47,439   | 4 KF   | 47,049      | 2 HF        | 49,136         | 7 FB           | 48,798         | 13             |
| Sophie Koch                                                | C-1 200 m | 48,601   | 5 KF   | 48,891      | 4           | niet geplaatst | niet geplaatst | niet geplaatst | niet geplaatst |
| Lisa Jahn Sophie Koch                                      | C-2 500 m | 2.01,184 | 2 HF   | bye         | bye         | 2.04,749       | 3 FA           | 1.59,943       | 4              |
| Jule Hake                                                  | K-1 200 m | 1.48,758 | 3 HF   | bye         | bye         | 1.54,341       | 5 FC           | 1.55,638       | 18             |
| Sabrina Hering-Pradler                                     | K-1 200 m | 1.49,932 | 2 HF   | bye         | bye         | 1.54,140       | 4 FB           | 1.53,919       | 10             |
| Caroline Arft Sarah Brüßler                                | K-2 500 m | 1.48,058 | 3 KF   | 1.48,450    | 2 HF        | 1.39,421       | 6 FB           | 1.39,953       | 11             |
| Sabrina Hering-Pradler Tina Dietze                         | K-2 500 m | 1.44,894 | 2 HF   | bye         | bye         | 1.38,954       | 4 FA           | 1.42,406       | 8              |
| Caroline Arft Tina Dietze Jule Hake Sabrina Hering-Pradler | K-4 500 m | 1.34,681 | 2 HF   | bye         | bye         | 1.36,737       | 3 FA           | 1.37,243       | 5              |

### Karate

#### Kata
Mannen
Kata
| Atleet         | Onderdeel | Eliminatie | Eliminatie | Ranking        | Ranking        | Finale / BM            | Finale / BM    |
| Atleet         | Onderdeel | Score      | Rang       | Score          | Rang           | Tegenstander Resultaat | Rang           |
| -------------- | --------- | ---------- | ---------- | -------------- | -------------- | ---------------------- | -------------- |
| Ilja Smorguner | mannen    | 24.56      | 4          | niet geplaatst | niet geplaatst | niet geplaatst         | niet geplaatst |

Vrouwen
| Atleet         | Onderdeel | Eliminatie | Eliminatie | Ranking        | Ranking        | Finale / BM            | Finale / BM    |
| Atleet         | Onderdeel | Score      | Rang       | Score          | Rang           | Tegenstander Resultaat | Rang           |
| -------------- | --------- | ---------- | ---------- | -------------- | -------------- | ---------------------- | -------------- |
| Jasmin Jüttner | vrouwen   | 24.29      | 4          | niet geplaatst | niet geplaatst | niet geplaatst         | niet geplaatst |

#### Kumite
Mannen
| atleet         | onderdeel | groepsfase           | groepsfase           | groepsfase           | groepsfase           | groepsfase | halve finale         | finale               | finale         |
| atleet         | onderdeel | tegenstander uitslag | tegenstander uitslag | tegenstander uitslag | tegenstander uitslag | rang       | tegenstander uitslag | tegenstander uitslag | rang           |
| -------------- | --------- | -------------------- | -------------------- | -------------------- | -------------------- | ---------- | -------------------- | -------------------- | -------------- |
| Noah Bitsch    | −75 kg    | Aghayev V 1-2        | Azhikanov W 3-3      | Buisà V 2-2          | Yakhiro W 5-3        | 3          | niet geplaatst       | niet geplaatst       | niet geplaatst |
| Jonathan Horne | +75 kg    | Yldashev G 4-4       | Arkania V 4-3        | Araga DNS            | Aktaş DNS            | DSQ        | niet geplaatst       | niet geplaatst       | niet geplaatst |

### Klimsport
Mannen
| atleet          | onderdeel | kwalificatie | kwalificatie | kwalificatie | kwalificatie | kwalificatie | kwalificatie | totaal | totaal | finale         | finale         | finale         | finale         | finale         | finale         | totaal         | totaal         |
| atleet          | onderdeel | speed        | speed        | lead         | lead         | boulderen    | boulderen    | totaal | totaal | speed          | speed          | lead           | lead           | boulderen      | boulderen      | totaal         | totaal         |
| atleet          | onderdeel | tijd         | rang         | punten       | rang         | punten       | rang         | punten | rang   | tijd           | rang           | punten         | rang           | punten         | rang           | punten         | rang           |
| --------------- | --------- | ------------ | ------------ | ------------ | ------------ | ------------ | ------------ | ------ | ------ | -------------- | -------------- | -------------- | -------------- | -------------- | -------------- | -------------- | -------------- |
| Alexander Megos | klimmen   | 7.47         | 19           | 36+          | 6            | 1T4z 2 15    | 6            | 31     | 9      | niet geplaatst | niet geplaatst | niet geplaatst | niet geplaatst | niet geplaatst | niet geplaatst | niet geplaatst | niet geplaatst |
| Jan Hojer       | klimmen   | 6.63         | 11           | 29+          | 9            | 1T3z 3 8     | 9            | 29     | 12     | niet geplaatst | niet geplaatst | niet geplaatst | niet geplaatst | niet geplaatst | niet geplaatst | niet geplaatst | niet geplaatst |

### Moderne vijfkamp
Mannen
| atleet        | onderdeel        | schermen (degen) | schermen (degen) | schermen (degen) | schermen (degen) | zwemmen (200 m vrije slag) | zwemmen (200 m vrije slag) | zwemmen (200 m vrije slag) | paardrijden (springen) | paardrijden (springen) | paardrijden (springen) | combinatie: schieten/lopen (10 m luchtpistool)/(3200 m) | combinatie: schieten/lopen (10 m luchtpistool)/(3200 m) | combinatie: schieten/lopen (10 m luchtpistool)/(3200 m) | totaal punten | rang |
| atleet        | onderdeel        | RR               | BR               | rang             | punten           | tijd                       | rang                       | punten                     | strafpunten            | rang                   | punten                 | tijd                                                    | rang                                                    | punten                                                  | totaal punten | rang |
| ------------- | ---------------- | ---------------- | ---------------- | ---------------- | ---------------- | -------------------------- | -------------------------- | -------------------------- | ---------------------- | ---------------------- | ---------------------- | ------------------------------------------------------- | ------------------------------------------------------- | ------------------------------------------------------- | ------------- | ---- |
| Patrick Dogue | moderne vijfkamp | 11-24            | 1                | 31               | 167              | 2.04,27                    | 24                         | 302                        | 0                      | 2                      | 300                    | 11.00,99                                                | 6                                                       | 640                                                     | 1409          | 20   |
| Fabian Liebig | moderne vijfkamp | 16-19            | 0                | 25               | 196              | 2.03,02                    | 19                         | 304                        | 21                     | 23                     | 279                    | 11.08,69                                                | 12                                                      | 632                                                     | 1411          | 19   |

Vrouwen
| atlete           | onderdeel        | schermen (degen) | schermen (degen) | schermen (degen) | schermen (degen) | zwemmen (200 m vrije slag) | zwemmen (200 m vrije slag) | zwemmen (200 m vrije slag) | paardrijden (springen) | paardrijden (springen) | paardrijden (springen) | combinatie: schieten/lopen (10 m luchtpistool)/(3200 m) | combinatie: schieten/lopen (10 m luchtpistool)/(3200 m) | combinatie: schieten/lopen (10 m luchtpistool)/(3200 m) | totaal punten | rang |
| atlete           | onderdeel        | RR               | BR               | rang             | punten           | tijd                       | rang                       | punten                     | strafpunten            | rang                   | punten                 | tijd                                                    | rang                                                    | punten                                                  | totaal punten | rang |
| ---------------- | ---------------- | ---------------- | ---------------- | ---------------- | ---------------- | -------------------------- | -------------------------- | -------------------------- | ---------------------- | ---------------------- | ---------------------- | ------------------------------------------------------- | ------------------------------------------------------- | ------------------------------------------------------- | ------------- | ---- |
| Rebecca Langrehr | moderne vijfkamp | 20-15            | 1                | 9                | 221              | 2.17,38                    | 28                         | 276                        | 80                     | 30                     | 220                    | 12.49,26                                                | 20                                                      | 531                                                     | 1248          | 28   |
| Annika Schleu    | moderne vijfkamp | 29-6             | 0                | 1                | 274              | 2.16,99                    | 24                         | 277                        | EL                     | EL                     | 0                      | 12.43,20                                                | 18                                                      | 537                                                     | 1088          | 31   |

### Paardensport

#### Dressuur
| ruiter                                                     | paard         | onderdeel   | Grand Prix | Grand Prix | Grand Prix Special | Grand Prix Special | Grand Prix Freestyle | Grand Prix Freestyle | totaal  | totaal |
| ruiter                                                     | paard         | onderdeel   | score      | rang       | score              | rang               | technisch            | artistiek            | uitslag | rang   |
| ---------------------------------------------------------- | ------------- | ----------- | ---------- | ---------- | ------------------ | ------------------ | -------------------- | -------------------- | ------- | ------ |
| Jessica von Bredow-Werndl                                  | Dalera        | individueel | 84,379     | 1 Q        | n.v.t.             | n.v.t.             | 85,893               | 97,571               | 91,732  | Goud   |
| Dorothee Schneider                                         | Showtime      | individueel | 78,820     | 5 Q        | n.v.t.             | n.v.t.             | 75,607               | 83,257               | 79,432  | 15     |
| Isabell Werth                                              | Bella Rose    | individueel | 82,500     | 2 Q        | n.v.t.             | n.v.t.             | 83,429               | 95,886               | 89,657  | Zilver |
| Jessica von Bredow-Werndl Dorothee Schneider Isabell Werth | zie hierboven | team        | 7911,5     | 1 Q        | 8178,0             | 1                  | n.v.t.               | n.v.t.               | 8178,0  | Goud   |

#### Eventing
| ruiter                                       | paard               | onderdeel   | dressuur    | dressuur | cross-country | cross-country | cross-country | springen     | springen     | springen     | springen       | springen       | springen       | totaal         | totaal         |
| ruiter                                       | paard               | onderdeel   | dressuur    | dressuur | cross-country | cross-country | cross-country | kwalificatie | kwalificatie | kwalificatie | finale         | finale         | finale         | totaal         | totaal         |
| ruiter                                       | paard               | onderdeel   | strafpunten | rang     | strafpunten   | totaal        | rang          | strafpunten  | totaal       | rang         | strafpunten    | totaal         | rang           | strafpunten    | rang           |
| -------------------------------------------- | ------------------- | ----------- | ----------- | -------- | ------------- | ------------- | ------------- | ------------ | ------------ | ------------ | -------------- | -------------- | -------------- | -------------- | -------------- |
| Sandra Auffarth                              | Viamant du Matz     | individueel | 34.10       | 37       | 22.40         | 56.50         | 32            | 0.00         | 56.50        | 30           | niet geplaatst | niet geplaatst | niet geplaatst | niet geplaatst | niet geplaatst |
| Michael Jung                                 | Chipmunk            | individueel | 21.10       | 1        | 11.00         | 32.10         | 10            | 0.00         | 25.60        | 7 Q          | 4.00           | 36.10          | 8              | 36.10          | 8              |
| Julia Krajewski                              | Amande de B'Neville | individueel | 25.20       | 4        | 0.40          | 25.60         | 2             | 0.00         | 25.60        | 1 Q          | 0.40           | 26.00          | 1              | 26.00          | Goud           |
| Sandra Auffarth Michael Jung Julia Krajewski | zie hierboven       | team        | 80.40       | 2        | 33.80         | 114.20        | 6             | 0.00         | 114.20       | 4            | n.v.t.         | n.v.t.         | n.v.t.         | 114.20         | 4              |

#### Springen
| ruiter                                     | paard                             | onderdeel   | kwalificatie | kwalificatie | finale         | finale         | totaal         | totaal         |
| ruiter                                     | paard                             | onderdeel   | strafpunten  | rang         | strafpunten    | rang           | strafpunten    | rang           |
| ------------------------------------------ | --------------------------------- | ----------- | ------------ | ------------ | -------------- | -------------- | -------------- | -------------- |
| Daniel Deusser                             | Killer Queen                      | individueel | 0.00         | 1 Q          | 8              | 18             | niet geplaatst | niet geplaatst |
| Christian Kukuk                            | Mumbai                            | individueel | 4.00         | 40           | niet geplaatst | niet geplaatst | niet geplaatst | niet geplaatst |
| André Thieme                               | Chakaria                          | individueel | 4.00         | 35           | niet geplaatst | niet geplaatst | niet geplaatst | niet geplaatst |
| Daniel Deusser Maurice Tebbel André Thieme | Killer Queen Don Diarado Chakaria | team        | 4.00         | 2 Q          | DNF            | DNF            | niet geplaatst | niet geplaatst |

### Roeien
Mannen
| atleet | onderdeel          | series  | series | herkansingen | herkansingen | kwartfinale | kwartfinale | halve finale | halve finale | finale  | finale |
| atleet | onderdeel          | tijd    | rang   | tijd         | rang         | tijd        | rang        | tijd         | rang         | tijd    | rang   |
| --- | ------------------ | ------- | ------ | ------------ | ------------ | ----------- | ----------- | ------------ | ------------ | ------- | ------ |
| Oliver Zeidler | skiff              | 7.00,40 | 1 KF   | bye          | bye          | 7.12,75     | 1 HA/B      | 6.45,16      | 4 FB         | 6.44,44 | 7      |
| Stephan Krüger Marc Weber | dubbel-twee        | 6.35,11 | 4 H    | 6.26,64      | 1 HA/B       | n.v.t.      | n.v.t.      | 6.38,41      | 5 FB         | 6.18,13 | 11     |
| Jason Osborne Jonathan Rommelmann | lichte dubbel-twee | 6.21,71 | 1 HA/B | bye          | bye          | n.v.t.      | n.v.t.      | 6.07,33 OR   | 1 FA         | 6.07,29 | Zilver |
| Max Appel Hans Gruhne Tim Ole Naske Karl Schulze                                                                                              | dubbel-vier        | 5.49,11 | 5 H    | 6.02,86      | 5 FB         | n.v.t.      | n.v.t.      | n.v.t.       | n.v.t.       | 5.46,78 | 8      |
| Laurits Follert Malte Jakschik Torben Johannesen Hannes Ocik Olaf Roggensack Martin Sauer Richard Schmidt Jakob Schneider Johannes Weißenfeld | acht               | 5.29,85 | 1 FA   | bye          | bye          | n.v.t.      | n.v.t.      | n.v.t.       | n.v.t.       | 5:25.60 | Zilver |

Vrouwen
| atlete                                                                 | onderdeel   | series  | series | herkansingen | herkansingen | kwartfinale | kwartfinale | halve finale | halve finale | finale  | finale |
| atlete                                                                 | onderdeel   | tijd    | rang   | tijd         | rang         | tijd        | rang        | tijd         | rang         | tijd    | rang   |
| ---------------------------------------------------------------------- | ----------- | ------- | ------ | ------------ | ------------ | ----------- | ----------- | ------------ | ------------ | ------- | ------ |
| Leonie Menzel Annekatrin Thiele                                        | dubbel-twee | 6.59,61 | 4 H    | 7.14,92      | 2 HA/B       | n.v.t.      | n.v.t.      | 7.20,44      | 6 FB         | 7.01,21 | 11     |
| Frieda Hämmerling Franziska Kampmann Carlotta Nwajide Daniela Schultze | dubbel-vier | 6.18,22 | 1 FA   | bye          | bye          | n.v.t.      | n.v.t.      | n.v.t.       | n.v.t.       | 6.13,41 | 5      |

Legenda: FA=finale A (medailles); FB=finale B (geen medailles); FC=finale C (geen medailles); FD=finale D (geen medailles); FE=finale E (geen medailles); FF=finale F (geen medailles); HA/B=halve finale A/B; HC/D=halve finale C/D; HE/F=halve finale E/F; KF=kwartfinale; H=herkansing

### Schermen
Mannen
| atleet                                                   | onderdeel   | eerste ronde         | tweede ronde         | derde ronde          | kwartfinale              | halve finale         | finale / BM          | finale / BM    |                |
| atleet                                                   | onderdeel   | tegenstander uitslag | tegenstander uitslag | tegenstander uitslag | tegenstander uitslag     | tegenstander uitslag | tegenstander uitslag | rang           |                |
| -------------------------------------------------------- | ----------- | -------------------- | -------------------- | -------------------- | ------------------------ | -------------------- | -------------------- | -------------- | -------------- |
| Peter Joppich                                            | floret      | Cai W 15-12          | Massialas W 15-12    | Choupenitch V 13-15  | niet geplaatst           | niet geplaatst       | niet geplaatst       | niet geplaatst |                |
| Benjamin Kleibrink                                       | floret      | bye                  | Abouelkassem V 11-15 | niet geplaatst       | niet geplaatst           | niet geplaatst       | niet geplaatst       | niet geplaatst |                |
| André Sanita                                             | floret      | Cheung W 15-14       | Foconi V 8-15        | niet geplaatst       | niet geplaatst           | niet geplaatst       | niet geplaatst       | niet geplaatst |                |
| Peter Joppich Benjamin Kleibrink Luis Klein André Sanita | team floret | n.v.t.               | n.v.t.               | Canada W 45-31       | Verenigde Staten V 36-45 | Hongkong W 45-38     | Italië V             | 6              |                |
| Max Hartung                                              | floret      | bye                  | Decsi W 15-8         | Pakdaman V 9-15      | niet geplaatst           | niet geplaatst       | niet geplaatst       | niet geplaatst | niet geplaatst |
| Matyas Szabo                                             | floret      | bye                  | Gu Bon-gil W 15-8    | Ibragimov V 13-15    | niet geplaatst           | niet geplaatst       | niet geplaatst       | niet geplaatst |                |
| Benedikt Wagner                                          | floret      | bye                  | Ibragimov V 13-15    | niet geplaatst       | niet geplaatst           | niet geplaatst       | niet geplaatst       | niet geplaatst |                |
| Max Hartung Matyas Szabo Benedikt Wagner                 | team sabel  | n.v.t.               | n.v.t.               | bye                  | Russische ploeg W 45-28  | Zuid-Korea V 42-45   | Hongarije V 40-45    | 4              |                |

Vrouwen
| atleet       | onderdeel | eerste ronde         | tweede ronde         | derde ronde          | kwartfinale          | halve finale         | finale / BM          | finale / BM    |
| atleet       | onderdeel | tegenstander uitslag | tegenstander uitslag | tegenstander uitslag | tegenstander uitslag | tegenstander uitslag | tegenstander uitslag | rang           |
| ------------ | --------- | -------------------- | -------------------- | -------------------- | -------------------- | -------------------- | -------------------- | -------------- |
| Leonie Ebert | floret    | bye                  | Dubrovich W 15-14    | Volpi V 13-15        | niet geplaatst       | niet geplaatst       | niet geplaatst       | niet geplaatst |

### Schietsport
Mannen
| atleet          | onderdeel            | kwalificaties | kwalificaties | finale         | finale         |
| atleet          | onderdeel            | punten        | rang          | punten         | rang           |
| --------------- | -------------------- | ------------- | ------------- | -------------- | -------------- |
| Oliver Geis     | 25 m snelvuurpistool | 577           | 13            | niet geplaatst | niet geplaatst |
| Christian Reitz | 25 m snelvuurpistool | 587           | 1 Q           | 18             | 5              |
| Christian Reitz | 10 m luchtpistool    | 584           | 3 Q           | 176,6          | 5              |
| Andreas Löw     | trap                 | 121           | 15            | niet geplaatst | niet geplaatst |

Vrouwen
| atlete               | onderdeel               | kwalificaties | kwalificaties | finale         | finale         |
| atlete               | onderdeel               | punten        | rang          | punten         | rang           |
| -------------------- | ----------------------- | ------------- | ------------- | -------------- | -------------- |
| Jolyn Beer           | 50 m geweer 3 houdingen | 1178          | 3 Q           | 417,8          | 6              |
| Jolyn Beer           | 10 m luchtgeweer        | 625,8         | 17            | niet geplaatst | niet geplaatst |
| Doreen Vennekamp     | 25 m pistool            | 586           | 4 Q           | 14             | 7              |
| Monika Karsch        | 25 m pistool            | 580           | 20            | niet geplaatst | niet geplaatst |
| Monika Karsch        | 10 m luchtpistool       | 568           | 29            | niet geplaatst | niet geplaatst |
| Carina Wimmer        | 10 m luchtpistool       | 571           | 20            | niet geplaatst | niet geplaatst |
| Nadine Messerschmidt | skeet                   | 120           | 5 Q           | 26             | 5              |

Gemengd
| atleet                        | onderdeel              | kwalificatie 1 | kwalificatie 1 | kwalificatie 2 | kwalificatie 2 | finale         | finale         |
| atleet                        | onderdeel              | punten         | rang           | punten         | rang           | punten         | rang           |
| ----------------------------- | ---------------------- | -------------- | -------------- | -------------- | -------------- | -------------- | -------------- |
| Carina Wimmer Christian Reitz | 10 m luchtpistool team | 571            | 12             | niet geplaatst | niet geplaatst | niet geplaatst | niet geplaatst |

### Schoonspringen
Mannen
| atleet                        | onderdeel           | series | series | halve finale   | halve finale   | finale         | finale         |
| atleet                        | onderdeel           | punten | rang   | punten         | rang           | punten         | rang           |
| ----------------------------- | ------------------- | ------ | ------ | -------------- | -------------- | -------------- | -------------- |
| Patrick Hausding              | 3 m plank           | 364,05 | 21     | niet geplaatst | niet geplaatst | niet geplaatst | niet geplaatst |
| Martin Wolfram                | 3 m plank           | 444,50 | 8 Q    | 423,00         | 9 Q            | 426,75         | 7              |
| Timo Barthel                  | 10 m toren          | 395,70 | 13 Q   | 364,50         | 17             | niet geplaatst | niet geplaatst |
| Jaden Eikermann               | 10 m toren          | 330,75 | 21     | niet geplaatst | niet geplaatst | niet geplaatst | niet geplaatst |
| Patrick Hausding Lars Rüdiger | 3 m plank synchroon | n.v.t. | n.v.t. | n.v.t.         | n.v.t.         | 404,73         | Brons          |

Vrouwen
| atlete                       | onderdeel            | series | series | halve finale | halve finale | finale         | finale         |
| atlete                       | onderdeel            | punten | rang   | punten       | rang         | punten         | rang           |
| ---------------------------- | -------------------- | ------ | ------ | ------------ | ------------ | -------------- | -------------- |
| Tina Punzel                  | 3 m plank            | 287,00 | 14 Q   | 311,05       | 7 Q          | 302,95         | 7              |
| Christina Wassen             | 10 m toren           | 297,15 | 13 Q   | 237,30       | 18           | niet geplaatst | niet geplaatst |
| Elena Wassen                 | 10 m toren           | 323,80 | 6 Q    | 303,70       | 11 Q         | 291,90         | 8              |
| Lena Hentschel Tina Punzel   | 3 m plank synchroon  | n.v.t. | n.v.t. | n.v.t.       | n.v.t.       | 484,97         | Brons          |
| Tina Punzel Christina Wassen | 10 m toren synchroon | n.v.t. | n.v.t. | n.v.t.       | n.v.t.       | 292,86         | 5              |

### Skateboarden
Mannen
| atlete         | onderdeel | kwalificaties | kwalificaties | finale         | finale         |
| atlete         | onderdeel | punten        | rang          | punten         | rang           |
| -------------- | --------- | ------------- | ------------- | -------------- | -------------- |
| Tyler Edtmayer | park      | 61,78         | 15            | niet geplaatst | niet geplaatst |

Vrouwen
| atlete            | onderdeel | kwalificaties | kwalificaties | finale         | finale         |
| atlete            | onderdeel | punten        | rang          | punten         | rang           |
| ----------------- | --------- | ------------- | ------------- | -------------- | -------------- |
| Lilly Stoephasius | park      | 38,37         | 9             | niet geplaatst | niet geplaatst |

### Surfen
Mannen
| atleet       | onderdeel | eerste ronde | eerste ronde | tweede ronde | tweede ronde | derde ronde          | kwartfinale          | halve finale         | finale / BM          | finale / BM    |
| atleet       | onderdeel | score        | rang         | score        | rang         | tegenstander uitslag | tegenstander uitslag | tegenstander uitslag | tegenstander uitslag | rang           |
| ------------ | --------- | ------------ | ------------ | ------------ | ------------ | -------------------- | -------------------- | -------------------- | -------------------- | -------------- |
| Leon Glatzer | surfen    | 10,00        | 3            | 10,43        | 4            | niet geplaatst       | niet geplaatst       | niet geplaatst       | niet geplaatst       | niet geplaatst |

### Taekwondo
Mannen
| atleet              | onderdeel | eerste ronde         | kwartfinale          | halve finale         | herkansing           | finale / BM          | finale / BM    |
| atleet              | onderdeel | tegenstander uitslag | tegenstander uitslag | tegenstander uitslag | tegenstander uitslag | tegenstander uitslag | rang           |
| ------------------- | --------- | -------------------- | -------------------- | -------------------- | -------------------- | -------------------- | -------------- |
| Alexander Bachmannl | +80 kg    | Zhaparov V 7-11      | niet geplaatst       | niet geplaatst       | niet geplaatst       | niet geplaatst       | niet geplaatst |

### Tafeltennis
Mannen
| atleet                                         | onderdeel | voorronde            | eerste ronde         | tweede ronde         | derde ronde          | vierde ronde         | kwartfinale            | halve finale         | finale / BM          | finale / BM    |
| atleet                                         | onderdeel | tegenstander uitslag | tegenstander uitslag | tegenstander uitslag | tegenstander uitslag | tegenstander uitslag | tegenstander uitslag   | tegenstander uitslag | tegenstander uitslag | rang           |
| ---------------------------------------------- | --------- | -------------------- | -------------------- | -------------------- | -------------------- | -------------------- | ---------------------- | -------------------- | -------------------- | -------------- |
| Timo Boll                                      | enkelspel | bye                  | bye                  | bye                  | Gerassimenko W 4 - 1 | Jeong V 1 - 4        | niet geplaatst         | niet geplaatst       | niet geplaatst       | niet geplaatst |
| Dimitrij Ovtcharov                             | enkelspel | bye                  | bye                  | bye                  | Skatsjkov W 4 - 0    | Niwa W 4 - 1         | Calderano W 4 - 2      | Ma V 3 - 4           | Lin W 4 - 3          | Brons          |
| Timo Boll Patrick Franziska Dimitrij Ovtcharov | team      | n.v.t.               | n.v.t.               | n.v.t.               | n.v.t.               | Portugal W 3 - 0     | Chinees Taipei W 3 - 2 | Japan W 3 - 2        | China V 0 - 3        | Zilver         |

Vrouwen
| atlete                              | onderdeel | voorronde            | eerste ronde         | tweede ronde         | derde ronde          | vierde ronde         | kwartfinale          | halve finale         | finale / BM          | finale / BM    |
| atlete                              | onderdeel | tegenstander uitslag | tegenstander uitslag | tegenstander uitslag | tegenstander uitslag | tegenstander uitslag | tegenstander uitslag | tegenstander uitslag | tegenstander uitslag | rang           |
| ----------------------------------- | --------- | -------------------- | -------------------- | -------------------- | -------------------- | -------------------- | -------------------- | -------------------- | -------------------- | -------------- |
| Han Ying                            | enkelspel | bye                  | bye                  | bye                  | Lay W 4 - 0          | Feng W 4 - 1         | Sun V 0 - 4          | niet geplaatst       | niet geplaatst       | niet geplaatst |
| Petrissa Solja                      | enkelspel | bye                  | bye                  | bye                  | Zhang V 3 - 4        | niet geplaatst       | niet geplaatst       | niet geplaatst       | niet geplaatst       | niet geplaatst |
| Han Ying Petrissa Solja Shan Xiaona | team      | n.v.t.               | n.v.t.               | n.v.t.               | n.v.t.               | Australië W 3 - 0    | Zuid-Korea W 3 - 2   | China V 0 - 3        | Hongkong V 1 - 3     | 4              |

Gemengd
| atleet                           | onderdeel  | eerste ronde             | kwartfinale            | halve finale         | finale / BM          | finale / BM    |
| atleet                           | onderdeel  | tegenstander uitslag     | tegenstander uitslag   | tegenstander uitslag | tegenstander uitslag | rang           |
| -------------------------------- | ---------- | ------------------------ | ---------------------- | -------------------- | -------------------- | -------------- |
| Patrick Franziska Petrissa Solja | dubbelspel | Campos / Fonseca W 4 - 0 | Mizutani / Ito V 3 - 4 | niet geplaatst       | niet geplaatst       | niet geplaatst |

### Tennis
Mannen
| atlete                              | onderdeel  | eerste ronde              | tweede ronde                    | derde ronde                        | kwartfinale                         | halve finale             | finale / BM           | finale / BM    |
| atlete                              | onderdeel  | tegenstander uitslag      | tegenstander uitslag            | tegenstander uitslag               | tegenstander uitslag                | tegenstander uitslag     | tegenstander uitslag  | rang           |
| ----------------------------------- | ---------- | ------------------------- | ------------------------------- | ---------------------------------- | ----------------------------------- | ------------------------ | --------------------- | -------------- |
| Dominik Köpfer                      | enkelspel  | Bagnis W 3-6, 6-3, 7-5    | Purcell W 6-3, 6-0              | Carreño Busta V 6–7(7–9), 3–6      | niet geplaatst                      | niet geplaatst           | niet geplaatst        | niet geplaatst |
| Philipp Kohlschreiber               | enkelspel  | Tsitsipás V 3-6, 6-3, 3-6 | niet geplaatst                  | niet geplaatst                     | niet geplaatst                      | niet geplaatst           | niet geplaatst        | niet geplaatst |
| Jan-Lennard Struff                  | enkelspel  | Monteiro W 6-3, 6-4       | Djokovic V4-6, 3-6              | niet geplaatst                     | niet geplaatst                      | niet geplaatst           | niet geplaatst        | niet geplaatst |
| Alexander Zverev                    | enkelspel  | Lu W 6-1, 6-3             | Galán W 6-2, 6-2                | Basilasjvili W 6-3, 7-6(7-5)       | Chardy W 6-4, 6-1                   | Djokovic W 1-6, 6-3, 6-1 | Chatsjanov W 6-3, 6-1 | Goud           |
| Kevin Krawietz Tim Pütz             | dubbelspel | n.v.t.                    | Bagnis / Schwartzman W 6-2, 6-1 | Murray / Salisbury V 2-6, 6-7(2-7) | niet geplaatst                      | niet geplaatst           | niet geplaatst        | niet geplaatst |
| Jan-Lennard Struff Alexander Zverev | dubbelspel | n.v.t.                    | Hurkacz / Kubot W 6-2, 7-6(7-5) | Chardy / Monfils W 6-3, 7-5        | Krajicek / Sandgren V 3-6, 6-7(4-7) | niet geplaatst           | niet geplaatst        | niet geplaatst |

Vrouwen
| atlete                             | onderdeel  | eerste ronde              | tweede ronde                      | derde ronde          | kwartfinale          | halve finale         | finale / BM          | finale / BM    |                |
| atlete                             | onderdeel  | tegenstander uitslag      | tegenstander uitslag              | tegenstander uitslag | tegenstander uitslag | tegenstander uitslag | tegenstander uitslag | rang           |                |
| ---------------------------------- | ---------- | ------------------------- | --------------------------------- | -------------------- | -------------------- | -------------------- | -------------------- | -------------- | -------------- |
| Mona Barthel                       | enkelspel  | Świątek V 2-6, 2-6        | niet geplaatst                    | niet geplaatst       | niet geplaatst       | niet geplaatst       | niet geplaatst       | niet geplaatst |                |
| Anna-Lena Friedsam                 | enkelspel  | Watson W 7-6(7-5), 6-3    | Pavljoetsjenkova V 1-6, 1-6       | niet geplaatst       | niet geplaatst       | niet geplaatst       | niet geplaatst       | niet geplaatst |                |
| Laura Siegemund                    | enkelspel  | Svitolina V 3-6, 7-5, 4-6 | niet geplaatst                    | niet geplaatst       | niet geplaatst       | niet geplaatst       | niet geplaatst       | niet geplaatst |                |
| Anna-Lena Friedsam Laura Siegemund | dubbelspel | n.v.t.                    | Koedermetova / Vesnina V 2-6, 5-7 | niet geplaatst       | niet geplaatst       | niet geplaatst       | niet geplaatst       | niet geplaatst | niet geplaatst |

Gemengd
| atleet                         | onderdeel  | eerste ronde                          | kwartfinale                      | halve finale         | finale / BM          | finale / BM    |
| atleet                         | onderdeel  | tegenstander uitslag                  | tegenstander uitslag             | tegenstander uitslag | tegenstander uitslag | rang           |
| ------------------------------ | ---------- | ------------------------------------- | -------------------------------- | -------------------- | -------------------- | -------------- |
| Laura Siegemund Kevin Krawietz | dubbelspel | Mattek-Sands / Ram W 6-4, 5-7, [10-8] | Stojanović / Djokovic V 1-6, 2-6 | niet geplaatst       | niet geplaatst       | niet geplaatst |

### Triatlon
Jelle Geens kon door een coronabesmetting niet deelnemen aan de individiuele proef.
Individueel
| Atleet           | Evenement | Zwemmen(1.5 km) | Rang 1 | Fietsen (40 km) | Rang 2 | Lopen(10 km) | Totaal Tijd | Ranking |
| ---------------- | --------- | --------------- | ------ | --------------- | ------ | ------------ | ----------- | ------- |
| Justus Nieschlag | Mannen    | 18.09           |        | 56.14           |        | 34.32        | 1.50.10     | 40      |
| Jonas Schomburg  | Mannen    | 17.42           |        | 58.38           |        | 32.02        | 1.49.34     | 38      |
| Anabel Knoll     | Vrouwen   | 20.05           |        | 1:06.14         |        | 37.11        | 2.04.45     | 31      |
| Laura Lindemann  | Vrouwen   | 18.36           |        | 1:02.46         |        | 35.48        | 1.58.24     | 8       |

Gemengd
| Atleet           | Evenement   | Zwemmen (250 m) | Rang 1 | Fietsen (7 km) | Rang 2 | Lopen (1.5 km) | Totaal Groeps tijd | Ranking |
| ---------------- | ----------- | --------------- | ------ | -------------- | ------ | -------------- | ------------------ | ------- |
| Justus Nieschlag | Mixed relay |                 |        |                |        |                | 1:24:40            | 6       |
| Jonas Schomburg  | Mixed relay |                 |        |                |        |                | 1:24:40            | 6       |
| Anabel Knoll     | Mixed relay |                 |        |                |        |                | 1:24:40            | 6       |
| Laura Lindemann  | Mixed relay |                 |        |                |        |                | 1:24:40            | 6       |

### Voetbal
Mannen
| Atleten | Discipline | Resultaat  | Prestatie |
| --- | ---------- | ---------- | --------- |
| Florian Müller Benjamin Henrichs David Raum Felix Uduokhai Amos Pieper Ragnar Ache Marco Richter Maximilian Arnold Cedric Teuchert Max Kruse Nadiem Amiri Svend Brodersen Arne Maier Ismail Jakobs Jordan Torunarigha Keven Schlotterbeck Anton Stach Eduard Löwen Luca Plogmann | mannen     | groepsfase | zie onder |

| Groep |               |             |             |             |             |            |            |            |        |
| #     | Land          | Wedstrijden | Wedstrijden | Wedstrijden | Wedstrijden | Doelpunten | Doelpunten | Doelpunten | Punten |
| #     | Land          | G           | W           | G           | V           | V          | T          | Saldo      | Punten |
| 1     | Brazilië      | 3           | 2           | 1           | 0           | 7          | 3          | +4         | 7      |
| 2     | Ivoorkust     | 3           | 1           | 2           | 0           | 3          | 2          | +1         | 5      |
| 3     | Duitsland     | 3           | 1           | 1           | 1           | 6          | 7          | -1         | 4      |
| 4     | Saoedi-Arabië | 3           | 0           | 0           | 3           | 4          | 8          | -4         | 0      |

| Ronde        | Datum | Lokale tijd | MEZT          | Land  | Score     | Land |
| ------------ | ----- | ----------- | ------------- | ----- | --------- | ---- |
| groepsfase   |       |             |               |       |           |      |
| 22 juli 2021 | 20:30 | 13:30       | Brazilië      | 4 - 2 | Duitsland |      |
| 25 juli 2021 | 20:30 | 13:30       | Saoedi-Arabië | 2 - 3 | Duitsland |      |
| 28 juli 2021 | 17:00 | 10:00       | Duitsland     | 1 - 1 | Ivoorkust |      |

### Volleybal

#### Beachvolleybal
Mannen
| atleten                      | onderdeel | eerste ronde                                                                                            | eerste ronde | achtste finale                      | kwartfinale                              | halve finale         | finale / BM          | finale / BM    |
| atleten                      | onderdeel | tegenstander uitslag                                                                                    | stand        | tegenstander uitslag                | tegenstander uitslag                     | tegenstander uitslag | tegenstander uitslag | rang           |
| ---------------------------- | --------- | --- | ------------ | ----------------------------------- | ---------------------------------------- | -------------------- | -------------------- | -------------- |
| Julius Thole Clemens Wickler | mannen    | Lupo – Nicolai V 21–19, 19-21, 13-15 Kantor – Łosiak W 22-20, 21-16 Ishijima – Shiratori W 21-16, 21-11 | 2 Q          | Gibb – Bourne W 17-21, 21-15, 15-11 | Krasilnikov - Stojanovski V 16-21, 19-21 | niet geplaatst       | niet geplaatst       | niet geplaatst |

Vrouwen
| atleten                       | onderdeel | eerste ronde                                                                                                  | eerste ronde | tussenronde          | achtste finale                            | kwartfinale                    | halve finale         | finale / BM          | finale / BM    |
| atleten                       | onderdeel | tegenstander uitslag                                                                                          | stand        | tegenstander uitslag | tegenstander uitslag                      | tegenstander uitslag           | tegenstander uitslag | tegenstander uitslag | rang           |
| ----------------------------- | --------- | --- | ------------ | -------------------- | ----------------------------------------- | ------------------------------ | -------------------- | -------------------- | -------------- |
| Karla Borger Julia Sude       | vrouwen   | Heidrich – Vergé-Dépré V 8-21, 23-21, 6-15 Humana-Paredes – Pavan V 17-21, 14-21 Schoon – Stam V 20-22, 16-21 | 4            | niet geplaatst       | niet geplaatst                            | niet geplaatst                 | niet geplaatst       | niet geplaatst       | niet geplaatst |
| Laura Ludwig Margareta Kozuch | vrouwen   | Betschart – Hüberli V 25-23, 20-22, 14-16 Ishii – Murakami W 21-17, 22-20 Hermannová – Sluková W 21-0, 21-0   | 2 Q          | bye                  | Bednarczuk - Lisboa W 21-19, 19-21, 16-14 | Ross - Klineman V 19-21, 19-21 | niet geplaatst       | niet geplaatst       | niet geplaatst |

### Wielersport

#### Baanwielrennen
Mannen
Sprint
| atleet           | onderdeel | kwalificaties | kwalificaties | ronde 1            | herkansing 1              | ronde 2              | herkansing 2         | achtste finale       | herkansing 3         | kwartfinale          | halve finale         | finale                                          | finale         |
| atleet           | onderdeel | tijd          | rang          | tegenstander tijd  | tegenstander uitslag      | tegenstander uitslag | tegenstander uitslag | tegenstander uitslag | tegenstander uitslag | tegenstander uitslag | tegenstander uitslag | tegenstander uitslag                            | rang           |
| ---------------- | --------- | ------------- | ------------- | ------------------ | ------------------------- | -------------------- | -------------------- | -------------------- | -------------------- | -------------------- | -------------------- | ----------------------------------------------- | -------------- |
| Stefan Bötticher | sprint    | 9,593         | 13 Q          | Wammes V           | Richardson Helal W 10,030 | Hoogland V           | Wakimoto V           | niet geplaatst       | niet geplaatst       | niet geplaatst       | niet geplaatst       | niet geplaatst                                  | niet geplaatst |
| Maximilian Levy  | sprint    | 9,646         | 19 Q          | Tjon En Fa W 9,922 | bye                       | Rajkowski W 10,247   | bye                  | Webster W 10,355     | bye                  | Carlin V 0-2         | niet geplaatst       | Wedstrijd om plaats 5 Vigier Kenny Paul W 9,879 | 5              |

Teamsprint
| atleet                                        | onderdeel  | kwalificatie | kwalificatie | halve finale              | halve finale | finale            | finale |
| atleet                                        | onderdeel  | tijd         | rang         | tegenstander tijd         | rang         | tegenstander tijd | rang   |
| --------------------------------------------- | ---------- | ------------ | ------------ | ------------------------- | ------------ | ----------------- | ------ |
| Timo Bichler Stefan Bötticher Maximilian Levy | teamsprint | 43,140       | 7            | Groot-Brittannië V 42,733 | 5            | Russische ploeg W | 5      |

Keirin
| atleet           | onderdeel | ronde 1 | herkansing | ronde 2 | ronde 3        | finale         |
| atleet           | onderdeel | rang    | rang       | rang    | rang           | rang           |
| ---------------- | --------- | ------- | ---------- | ------- | -------------- | -------------- |
| Stefan Bötticher | keirin    | 3       | 2 Q        | 5       | niet geplaatst | niet geplaatst |
| Maximilian Levy  | keirin    | 2 Q     | bye        | 4 Q     | 2 FA           | 6              |

Koppelkoers
| atleet                     | onderdeel   | punten | rondes | rang |
| -------------------------- | ----------- | ------ | ------ | ---- |
| Roger Kluge Theo Reinhardt | koppelkoers | -6     | -1     | 9    |

Ploegenachtervolging
| atleet                                                              | onderdeel            | kwalificatie | kwalificatie | halve finale         | halve finale | finale               | finale |
| atleet                                                              | onderdeel            | tijd         | rang         | tegenstander uitslag | rang         | tegenstander uitslag | rang   |
| ------------------------------------------------------------------- | -------------------- | ------------ | ------------ | -------------------- | ------------ | -------------------- | ------ |
| Felix Groß Theo Reinhardt* Leon Rohde Domenic Weinstein Roger Kluge | ploegenachtervolging | 3.50,830     | 7            | Canada V 3.48,861    | 6            | Canada V 3.50,023    | 6      |

Omnium
| atleet      | onderdeel | scratchrace | scratchrace | temporace | temporace | afvalrace | afvalrace | puntenrace | puntenrace | totaal punten | rang |
| atleet      | onderdeel | rang        | punten      | rang      | punten    | rang      | punten    | rang       | punten     | totaal punten | rang |
| ----------- | --------- | ----------- | ----------- | --------- | --------- | --------- | --------- | ---------- | ---------- | ------------- | ---- |
| Roger Kluge | omnium    | 12          | 18          | 11        | 20        | 17        | 8         | 3          | 45         | 91            | 9    |

Vrouwen
Sprint
| atlete               | onderdeel | kwalificaties | kwalificaties | ronde 1            | herkansing 1         | ronde 2              | herkansing 2         | achtste finale       | herkansing 3         | kwartfinale          | halve finale         | finale                                                       | finale |
| atlete               | onderdeel | tijd          | rang          | tegenstander tijd  | tegenstander uitslag | tegenstander uitslag | tegenstander uitslag | tegenstander uitslag | tegenstander uitslag | tegenstander uitslag | tegenstander uitslag | tegenstander uitslag                                         | rang   |
| -------------------- | --------- | ------------- | ------------- | ------------------ | -------------------- | -------------------- | -------------------- | -------------------- | -------------------- | -------------------- | -------------------- | ------------------------------------------------------------ | ------ |
| Lea Sophie Friedrich | sprint    | 10,310 OR     | 1 Q           | Marozaitė W 11,226 | bye                  | Godby W 11,085       | bye                  | Voynova W 11,117     | bye                  | Starikova V 1-2      | niet geplaatst       | Wedstrijd om plaats 5 Genest Braspenninckx Marchant W 10,817 | 5      |
| Emma Hinze           | sprint    | 10,381        | 3 Q           | du Preez W 10,923  | bye                  | Bao W 10,904         | bye                  | Zhong W 11,094       | bye                  | Braspenninckx W 2-0  | Mitchell V 1-2       | Lee V 0-2                                                    | 4      |

Teamsprint
| atlete                          | onderdeel  | kwalificatie | kwalificatie | halve finale      | halve finale | finale            | finale |
| atlete                          | onderdeel  | tijd         | rang         | tegenstander tijd | rang         | tegenstander tijd | rang   |
| ------------------------------- | ---------- | ------------ | ------------ | ----------------- | ------------ | ----------------- | ------ |
| Lea Sophie Friedrich Emma Hinze | teamsprint | 32,102       | 1            | Oekraïne W 31,905 | 2 FA         | China V 31,980    | Zilver |

Keirin
| atlete               | onderdeel | ronde 1 | herkansing | ronde 2 | ronde 3        | finale         |
| atlete               | onderdeel | rang    | rang       | rang    | rang           | rang           |
| -------------------- | --------- | ------- | ---------- | ------- | -------------- | -------------- |
| Lea Sophie Friedrich | keirin    | 1 Q     | bye        | 6       | niet geplaatst | niet geplaatst |
| Emma Hinze           | keirin    | 5       | 2 Q        | 4 Q     | 6 FB           | 7              |

Koppelkoers
| atlete                      | onderdeel   | punten | rondes | rang |
| --------------------------- | ----------- | ------ | ------ | ---- |
| Franziska Brauße Lisa Klein | koppelkoers | -40    | -2     | 12   |

Ploegenachtervolging
| atleet                                                  | onderdeel            | kwalificatie | kwalificatie | halve finale         | halve finale | finale                         | finale |
| atleet                                                  | onderdeel            | tijd         | rang         | tegenstander uitslag | rang         | tegenstander uitslag           | rang   |
| ------------------------------------------------------- | -------------------- | ------------ | ------------ | -------------------- | ------------ | ------------------------------ | ------ |
| Franziska Brauße Lisa Brennauer Lisa Klein Mieke Kröger | ploegenachtervolging | 4.07,307 WR  | 1            | Italië W 4.06,159 WR | 1            | Groot-Brittannië W 4.04,242 WR | Goud   |

#### BMX
Vrouwen
Freestyle
| atleet        | onderdeel | plaatsingsronde | plaatsingsronde | plaatsingsronde | plaatsingsronde | finale     | finale     | finale |
| atleet        | onderdeel | eerste run      | tweede run      | gemiddelde      | rang            | eerste run | tweede run | rang   |
| ------------- | --------- | --------------- | --------------- | --------------- | --------------- | ---------- | ---------- | ------ |
| Lara Lessmann | freestyle |                 |                 | 69,70           | 6               | 79,60      |            | 6      |

#### Mountainbike
Mannen
| atleet            | onderdeel    | tijd    | rang |
| ----------------- | ------------ | ------- | ---- |
| Maximilian Brandl | mountainbike | 1.29.49 | 21   |
| Manuel Fumic      | mountainbike | 1.32.28 | 28   |

Vrouwen
| atlete            | onderdeel    | tijd    | rang |
| ----------------- | ------------ | ------- | ---- |
| Elisabeth Brandau | mountainbike | -1 LAP  | 32   |
| Ronja Eibl        | mountainbike | 1:23.49 | 19   |

#### Wegwielrennen
Mannen
| atleet                | onderdeel    | tijd     | rang |
| --------------------- | ------------ | -------- | ---- |
| Nikias Arndt          | wegwedstrijd | 6.16.53  | 54   |
| Nikias Arndt          | tijdrit      | 58.49,39 | 19   |
| Maximilian Schachmann | wegwedstrijd | 6.06.47  | 10   |
| Maximilian Schachmann | tijdrit      | 58.33,82 | 15   |
| Emanuel Buchmann      | wegwedstrijd | 6.11.46  | 29   |
| Simon Geschke         | wegwedstrijd | DNS      | DNS  |

Vrouwen
| atlete         | onderdeel    | tijd     | rang |
| -------------- | ------------ | -------- | ---- |
| Lisa Klein     | tijdrit      | 33.01,97 | 13   |
| Lisa Brennauer | tijdrit      | 32.10,71 | 6    |
| Lisa Brennauer | wegwedstrijd | 3.54.31  | 6    |
| Hannah Ludwig  | wegwedstrijd | 4.01.08  | 41   |
| Liane Lippert  | wegwedstrijd | 3.55.17  | 23   |
| Trixi Worrack  | wegwedstrijd | DNF      | DNF  |

### Worstelen
Mannen
Grieks-Romeins
| atleet            | onderdeel | eerste ronde         | kwartfinale          | halve finale         | herkansing           | finale / BM          | finale / BM    |
| atleet            | onderdeel | tegenstander uitslag | tegenstander uitslag | tegenstander uitslag | tegenstander uitslag | tegenstander uitslag | rang           |
| ----------------- | --------- | -------------------- | -------------------- | -------------------- | -------------------- | -------------------- | -------------- |
| Etienne Kinsinger | −60 kg    | Walihan V 1 - 3      | niet geplaatst       | niet geplaatst       | niet geplaatst       | niet geplaatst       | niet geplaatst |
| Frank Stäbler     | −67 kg    | Nemeš W 3 - 1        | Geraei V 1 - 3       | niet geplaatst       | Horta W 4 - 0        | Zoidze W 5 - 0       | Brons          |
| Denis Kudla       | −87 kg    | Tursynov W 3 - 1     | Lőrincz V 1 - 3      | niet geplaatst       | Azisbekov W 4 - 1    | Metwally W 5 - 0     | Brons          |
| Eduard Popp       | −130 kg   | Soghomoyan W 3 - 0   | Kayaalp V 1 - 3      | niet geplaatst       | niet geplaatst       | niet geplaatst       | niet geplaatst |

Vrije stijl
| atlete             | onderdeel | eerste ronde         | kwartfinale          | halve finale         | herkansing           | finale / BM          | finale / BM    |
| atlete             | onderdeel | tegenstander uitslag | tegenstander uitslag | tegenstander uitslag | tegenstander uitslag | tegenstander uitslag | rang           |
| ------------------ | --------- | -------------------- | -------------------- | -------------------- | -------------------- | -------------------- | -------------- |
| Gennadij Cudinovic | −125 kg   | Batirmurzaev W 5 - 0 | Mönkhtöriin V 1 - 3  | niet geplaatst       | niet geplaatst       | niet geplaatst       | niet geplaatst |

Vrouwen
Vrije stijl
| atlete       | onderdeel | eerste ronde         | kwartfinale          | halve finale         | herkansing           | finale / BM          | finale / BM    |
| atlete       | onderdeel | tegenstander uitslag | tegenstander uitslag | tegenstander uitslag | tegenstander uitslag | tegenstander uitslag | rang           |
| ------------ | --------- | -------------------- | -------------------- | -------------------- | -------------------- | -------------------- | -------------- |
| Anna Schell  | −68 kg    | Mostafa W 3 - 0      | Cherkasova V 0 - 5   | niet geplaatst       | niet geplaatst       | niet geplaatst       | niet geplaatst |
| Aline Focken | −76 kg    | Marzaliuk W 3 - 1    | Zhou W 3 - 1         | Minagawa W 3 - 1     | bye                  | Gray W 3 - 1         | Goud           |

### Zeilen
Mannen
| atleet                  | onderdeel    | race | race | race | race | race | race | race | race | race | race | race   | race   | race | netto punten | eindnotering |
| atleet                  | onderdeel    | 1    | 2    | 3    | 4    | 5    | 6    | 7    | 8    | 9    | 10   | 11     | 12     | M    | netto punten | eindnotering |
| ----------------------- | ------------ | ---- | ---- | ---- | ---- | ---- | ---- | ---- | ---- | ---- | ---- | ------ | ------ | ---- | ------------ | ------------ |
| Philipp Buhl            | Laser Radial | 10   | 2    | 10   | 21   | 12   | 22   | 4    | 3    | 32   | 1    | n.v.t. | n.v.t. | 3    | 91           | 5            |
| Erik Heil Thomas Plößel | 49er         | 3    | 13   | 5    | 14   | 3    | 4    | 1    | 7    | 12   | 2    | 14     | 5      | 2    | 70           | Brons        |

Vrouwen
| atleet                         | onderdeel    | race | race | race | race | race | race | race | race | race | race | race   | race   | race           | netto punten | eindnotering |
| atleet                         | onderdeel    | 1    | 2    | 3    | 4    | 5    | 6    | 7    | 8    | 9    | 10   | 11     | 12     | M              | netto punten | eindnotering |
| ------------------------------ | ------------ | ---- | ---- | ---- | ---- | ---- | ---- | ---- | ---- | ---- | ---- | ------ | ------ | -------------- | ------------ | ------------ |
| Svenja Weger                   | Laser Radial | 5    | 1    | 21   | 29   | 14   | 29   | 8    | 12   | 12   | 29   | n.v.t. | n.v.t. | niet geplaatst | 131          | 16           |
| Luise Wanser Anastasiya Winkel | 470          | 22   | 22   | 5    | 4    | 16   | 8    | 7    | 1    | 5    | 6    | n.v.t. | n.v.t. | 2              | 77           | 6            |
| Susann Beucke Tina Lutz        | 49'erFX      | 5    | 6    | 8    | 3    | 14   | 12   | 11   | 13   | 3    | 7    | 3      | 3      | 5              | 83           | Zilver       |

Gemengd
| atleet                         | onderdeel | race | race | race | race | race | race | race | race | race | race | race | race | race | netto punten | eindnotering |
| atleet                         | onderdeel | 1    | 2    | 3    | 4    | 5    | 6    | 7    | 8    | 9    | 10   | 11   | 12   | M    | netto punten | eindnotering |
| ------------------------------ | --------- | ---- | ---- | ---- | ---- | ---- | ---- | ---- | ---- | ---- | ---- | ---- | ---- | ---- | ------------ | ------------ |
| Paul Kohlhoff Alica Stuhlemmer | nacra 17  | 5    | 1    | 7    | 3    | 3    | 11   | 3    | 2    | 8    | 3    | 6    | 6    | 8    | 63           | Brons        |

### Zwemmen
Mannen
| atleet                                                          | onderdeel              | series     | series | halve finale   | halve finale   | finale         | finale         |
| atleet                                                          | onderdeel              | tijd       | rang   | tijd           | rang           | tijd           | rang           |
| --------------------------------------------------------------- | ---------------------- | ---------- | ------ | -------------- | -------------- | -------------- | -------------- |
| Ole Braunschweig                                                | 100 m rugslag          | 54,14      | 25     | niet geplaatst | niet geplaatst | niet geplaatst | niet geplaatst |
| Marek Ulrich                                                    | 100 m rugslag          | 53,74      | 14 Q   | 53,54          | 13             | niet geplaatst | niet geplaatst |
| Christian Diener                                                | 200 m rugslag          | 1.58,27    | 19     | niet geplaatst | niet geplaatst | niet geplaatst | niet geplaatst |
| Lucas Matzerath                                                 | 100 m schoolslag       | 59,40      | 11 Q   | 59,31          | 9              | niet geplaatst | niet geplaatst |
| Fabian Schwingenschlögl                                         | 100 m schoolslag       | 59,49      | 14 Q   | 59,32          | 10             | niet geplaatst | niet geplaatst |
| Marco Koch                                                      | 200 m schoolslag       | 2.10,18    | 20     | niet geplaatst | niet geplaatst | niet geplaatst | niet geplaatst |
| Marius Kusch                                                    | 100 m vlinderslag      | 52,05      | 23     | niet geplaatst | niet geplaatst | niet geplaatst | niet geplaatst |
| David Thomasberger                                              | 200 m vlinderslag      | 1.56,04    | 17     | niet geplaatst | niet geplaatst | niet geplaatst | niet geplaatst |
| Damian Wierling                                                 | 100 m vrije slag       | 48,83      | 26     | niet geplaatst | niet geplaatst | niet geplaatst | niet geplaatst |
| Henning Mühlleitner                                             | 400 m vrije slag       | 3.43,67    | 1 Q    | n.v.t          | n.v.t          | 3.44,07        | 4              |
| Lukas Märtens                                                   | 200 m vrije slag       | 1.46,69    | 17     | niet geplaatst | niet geplaatst | niet geplaatst | niet geplaatst |
| Lukas Märtens                                                   | 400 m vrije slag       | 3.46,30    | 12     | n.v.t          | n.v.t          | niet geplaatst | niet geplaatst |
| Lukas Märtens                                                   | 1500 m vrije slag      | 14.59,45   | 11     | n.v.t.         | n.v.t.         | niet geplaatst | niet geplaatst |
| Jacob Heidtmann                                                 | 200 m vrije slag       | 1.46,73    | 19     | niet geplaatst | niet geplaatst | niet geplaatst | niet geplaatst |
| Jacob Heidtmann                                                 | 200 m wisselslag       | 1.58,80    | 23     | niet geplaatst | niet geplaatst | niet geplaatst | niet geplaatst |
| Jacob Heidtmann                                                 | 400 m vrije wisselslag | 4.12,09    | 12     | n.v.t.         | n.v.t.         | niet geplaatst | niet geplaatst |
| Philip Heintz                                                   | 200 m wisselslag       | 1.57,72    | 13 Q   | 1.58,13        | 13             | niet geplaatst | niet geplaatst |
| Florian Wellbrock                                               | 800 m vrije slag       | 7.41,77 NR | 2 Q    | n.v.t.         | n.v.t.         | 7.42,68        | 4              |
| Florian Wellbrock                                               | 1500 m vrije slag      | 14.58,53   | 3 Q    | n.v.t.         | n.v.t.         | 14.40,91       | Brons          |
| Florian Wellbrock                                               | 10 km open water       | n.v.t.     | n.v.t. | n.v.t.         | n.v.t.         | 1.48.33,7      | Goud           |
| Rob Muffels                                                     | 10 km open water       | n.v.t.     | n.v.t. | n.v.t.         | n.v.t.         | 1.53.03,3      | 11             |
| Christoph Fildebrandt Eric Friese Marius Kusch Damian Wierling  | 4×100 m vrije slag     | 3.15,34    | 16     | n.v.t.         | n.v.t.         | niet geplaatst | niet geplaatst |
| Jacob Heidtmann Lukas Märtens Henning Mühlleitner Poul Zellmann | 4×200 m vrije slag     | 7.06,76    | 7 Q    | n.v.t.         | n.v.t.         | 7.06,51        | 7              |
| Marius Kusch Lucas Matzerath Marek Ulrich Damian Wierling       | 4×100 m wisselslag     | 3.34,08    | 11     | n.v.t.         | n.v.t.         | niet geplaatst | niet geplaatst |

Vrouwen
| atlete                                                     | onderdeel          | series     | series | halve finale   | halve finale   | finale         | finale         |
| atlete                                                     | onderdeel          | tijd       | rang   | tijd           | rang           | tijd           | rang           |
| ---------------------------------------------------------- | ------------------ | ---------- | ------ | -------------- | -------------- | -------------- | -------------- |
| Laura Riedemann                                            | 100 m rugslag      | 1.00,81    | 24     | niet geplaatst | niet geplaatst | niet geplaatst | niet geplaatst |
| Anna Elendt                                                | 100 m schoolslag   | 1.06,96    | 16 Q   | 1.07,31        | 13             | niet geplaatst | niet geplaatst |
| Franziska Hentke                                           | 200 m vlinderslag  | 2.09,98    | 11 Q   | 2.10,89        | 13             | niet geplaatst | niet geplaatst |
| Leonie Kullmann                                            | 400 m vrije slag   | 4.10,25    | 18     | n.v.t.         | n.v.t.         | niet geplaatst | niet geplaatst |
| Annika Bruhn                                               | 200 m vrije slag   | 1.57,15    | 13 Q   | 1.57,62        | 14             | niet geplaatst | niet geplaatst |
| Isabel Gose                                                | 200 m vrije slag   | 1.56,80    | 9 Q    | 1.57,07        | 11             | niet geplaatst | niet geplaatst |
| Isabel Gose                                                | 400 m vrije slag   | 4.03,21 NR | 6 Q    | n.v.t.         | n.v.t.         | 4.04,98        | 6              |
| Isabel Gose                                                | 800 m vrije slag   | 8.21,79    | 9      | n.v.t.         | n.v.t.         | niet geplaatst | niet geplaatst |
| Sarah Köhler                                               | 800 m vrije slag   | 8.17,33    | 4 Q    | n.v.t.         | n.v.t.         | 8.24,56        | 7              |
| Sarah Köhler                                               | 1500 m vrije slag  | 15.52,67   | 6 Q    | n.v.t.         | n.v.t.         | 15.42,91 NR    | Brons          |
| Celine Rieder                                              | 1500 m vrije slag  | 16.32,57   | 27     | n.v.t.         | n.v.t.         | niet geplaatst | niet geplaatst |
| Finland Wunram                                             | 10 km open water   | n.v.t.     | n.v.t. | n.v.t.         | n.v.t.         | 2.01.01,9      | 10             |
| Leonie Beck                                                | 10 km open water   | n.v.t.     | n.v.t. | n.v.t.         | n.v.t.         | 1.59.35,1      | 5              |
| Annika Bruhn Lisa Höpink Hannah Küchler Marie Pietruschka  | 4×100 m vrije slag | 3.39,33    | 13     | n.v.t.         | n.v.t.         | niet geplaatst | niet geplaatst |
| Annika Bruhn Isabel Gose Leonie Kullmann Marie Pietruschka | 4×200 m vrije slag | 7.52,06    | 6 Q    | n.v.t.         | n.v.t.         | 7.53,89        | 6              |
| Annika Bruhn Anna Elendt Lisa Höpink Laura Riedemann       | 4×100 m wisselslag | 4.00,16    | 11     | n.v.t.         | n.v.t.         | niet geplaatst | niet geplaatst |

Gemengd
| atleet                                                        | onderdeel          | series  | series | halve finale | halve finale | finale         | finale         |
| atleet                                                        | onderdeel          | tijd    | rang   | tijd         | rang         | tijd           | rang           |
| ------------------------------------------------------------- | ------------------ | ------- | ------ | ------------ | ------------ | -------------- | -------------- |
| Annika Bruhn Lisa Höpink Fabian Schwingenschlögl Marek Ulrich | 4×100 m wisselslag | 3.44,19 | 10     | n.v.t.       | n.v.t.       | niet geplaatst | niet geplaatst |